# Одесская выставка (1910)

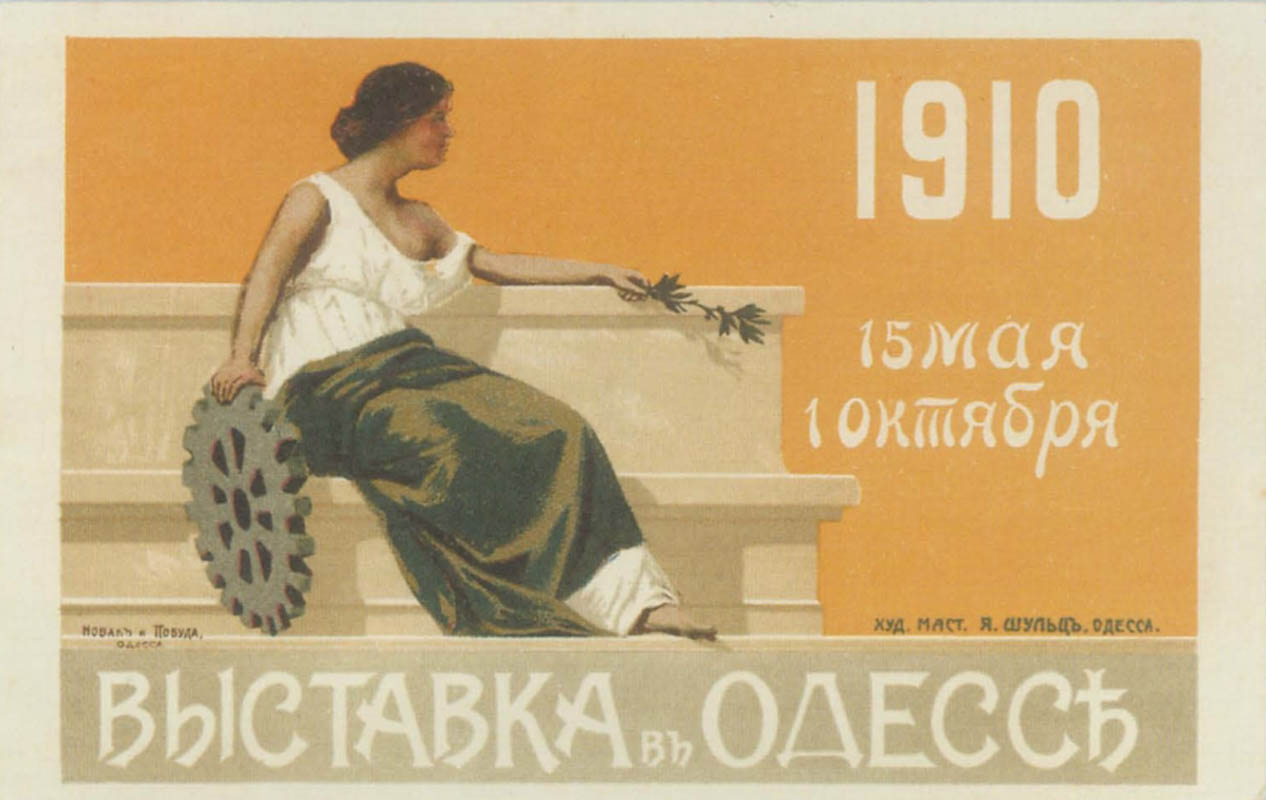
Почтовая открытка, рекламирующая Одесскую выставку

Фабрично-заводская, художественно-промышленная и сельскохозяйственная всероссийская выставка в Одессе — всероссийская (с участием заграничных экспонентов) торгово-промышленная выставка, организованная Одесским отделением Императорского Русского технического общества и Императорским Обществом сельского хозяйства Южной России, проведённая в Одессе летом 1910 года. Задуманная первоначально как областная, она стала одной из крупнейших выставок, проведённых в России в начале XX века. В выставке приняли активное участие иностранные экспоненты. Одесситы не преминули называть выставку «Всероссийской» и даже «Всемирной», что не соответствовало действительности. Выставка пользовалась успехом у публики и, хотя организаторы понесли финансовые убытки, была возобновлена летом 1911 года.

## Выставочное дело в России в начале XX века

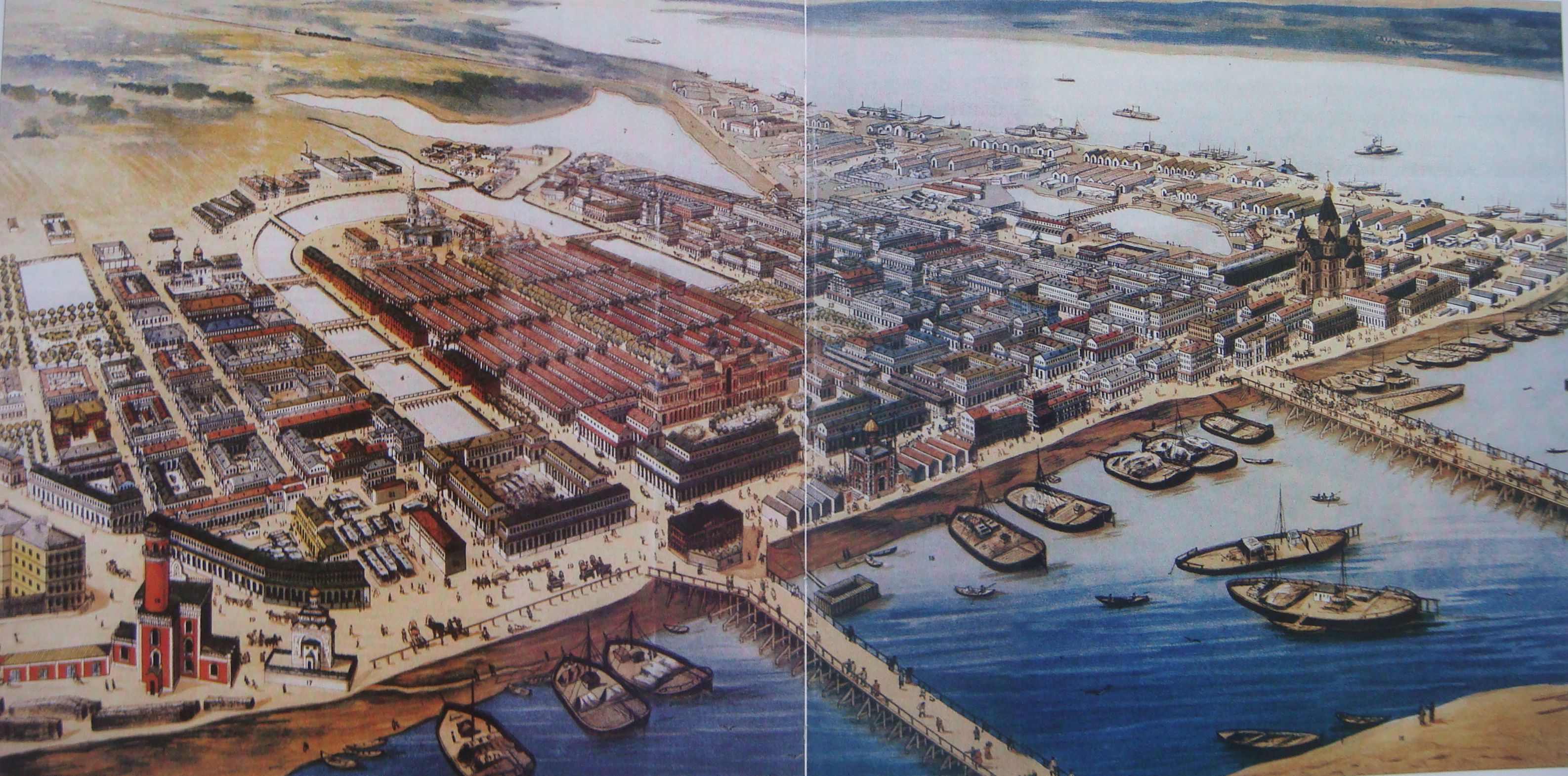
Нижегородская выставка с высоты птичьего полёта. Литография

К началу XX века в мире и России был накоплен опыт выставочного дела и были созданы критерии организации международных, региональных, универсальных и отраслевых выставок. Мир, а вместе с ним и Россия, переживали своеобразный выставочный бум. В России организации выставок были свёрнуты на короткое время из-за революционных событий 1905—07 годов. Революционные события даже повлияли на тематику проводимых выставок. Выставочное дело было заслуженно оценено Правительством как способное влиять на настроение масс. Так, в Риге в 1907 году была проведена образцово-показательная «Выставка жилищ рабочих и народного питания».
Выставки стали более специализированными из-за развития капитализма. Местом их проведения были крупные индустриальные центры Империи — Санкт-Петербург, Москва, Варшава, Одесса, Нижний Новгород, Киев, Екатеринбург, Казань, Рига, Ревель, Харьков и другие. В этих центрах наряду с общими промышленно-ремесленными и фабрично-заводскими выставками организовывались и узкоспециализированные экспозиции, например машин и механизмов, орудий труда и инструментов или изобретений. Ускоренное развитие городов стимулировало устройство строительных, пожарных, санитарно-гигиенических и прочих выставок, связанных с повседневной жизнью городского жителя. Промышленные выставки находились в ведении Министерства торговли и промышленности.
Повышение уровня жизни и образованности населения стимулировало интерес к искусствам, а начало фабричного производства предметов декоративно-прикладного искусства сделало изделия этого рода доступными для широких масс публики, что в свою очередь стимулировало проведение различных художественно-промышленных и кустарно-промышленных выставок, которые сыграли заметную роль в зарождении современного дизайна.
Сельскохозяйственные выставки состояли в ведении Главного управления землеустройства и земледелия и в описываемый период также стали менее универсальными — стали проводиться выставки по определённым направлениям сельского хозяйства.
Проводимые в России выставки стали международными. Первой иностранной экспозицией стала Французская торгово-промышленная выставка 1891 года в Москве на Ходынке. С тех пор частные экспоненты из-за границы стали постоянными гостями на многих крупных российских выставках. Всего в конце XIX — начале XX веков в Российской империи было проведено около 50-ти выставок с участием иностранных экспонентов.
В следующей группе выставок шли выставки Всероссийские. Такие выставки организовывались Правительством, реже различными научными обществами. Таких выставки были универсальны по характеру экспозиции и охватывали практически все сферы деятельности народов Империи. Таких выставок в описываемый период (конец XIX — начало XX века) было проведено 16, из них в Москве и Санкт-Петербурге — по 6, три — в Варшаве, одна — в Нижнем Новгороде.
Ещё одна группа выставок — областные выставки. Они являлись региональными и охватывали соседние губернии. Такие выставки отличались серьёзной организацией и большим числом участников. Для примера: выставка 1887 года в Екатеринбурге собрала 2500 участников; в Ташкенте в 1889 году — 1300 участников; Тифлис 1889 г. — 2500 участников; Киев 1897 году — 1700 участников.
Однако самым распространённым по-прежнему оставался тип местной универсальной выставки — сельскохозяйственной и кустарно-промышленной губернской, земской или уездной. Губернские выставки организовывали земства, реже городские думы. Уездные — уездные земства. Подобные выставки страдали плохой организацией и отсутствием квалифицированных специалистов. Их проведение часто совпадало с проведением сельских ярмарок, а экспонентами выступали крестьяне или кустари. Количество проведённых в описываемый период подобных выставок трудно поддаётся исчислению. К примеру, всего в России в 1910 году состоялось 633 таких выставки, на проведение которых Правительством было выделено из казны свыше 200 тысяч рублей.
Выставки подразделялись также на правительственные и частные. Частные выставки должны были получить разрешение местных властей на проведение. Значение выставок трудно переоценить. Они давали наглядную картину состояния различных отраслей промышленности, сельского хозяйства, науки и даже искусства. Публичность соревнования экспонентов и система поощрения превращали выставки в арены конкурентной борьбы, знакомили производителей с новейшими изобретениями в их области. Выставки служили площадкой рекламы товаров и местом заключения контрактов. Зачастую при выставках состояли статистические отделы, а экспоненты были обязаны заполнить анкеты, содержащие сведения о количестве рабочих и машин, сумм оборотного капитала, места покупки сырья и сбыта продукции, что также служило исходным материалом для составления статистических данных по отраслям и регионам. Выставки имели большое просветительское и общеобразовательное значение — во время проведения выставок читались лекции, устраивались посещения производств и демонстрировался процесс производства товаров.
Выставки оказали большое влияние на развитие отечественной архитектуры — при выполнении заказов на проектирование и постройку многочисленных, но недолговечных павильонов, архитекторы и строители имели возможность экспериментировать как в стилистике объектов, так и в материалах, используемых для их создания.
Витала в воздухе и идея организации в России и Всемирной выставки. В своё время Всероссийскую мануфактурную выставку в Санкт-Петербурге 1870 года называли предвестницей будущей всемирной. В начале 90-х годов XIX века в Киеве планировали создать постоянную всемирную экспозицию. В 1894 году городской Думой был поднят вопрос о проведении Всемирной выставке в 1903 году в Санкт-Петербурге, приуроченной к 200-летию основания города. Была создана подготовительная комиссия. Было одобрено проведение Всемирной выставки в 1904 году. Но нарастающая напряжённость на Дальнем Востоке и внутри Империи, а также очень высокие требования к организации таких выставок помешали осуществлению этого проекта.

## Подготовка к выставке

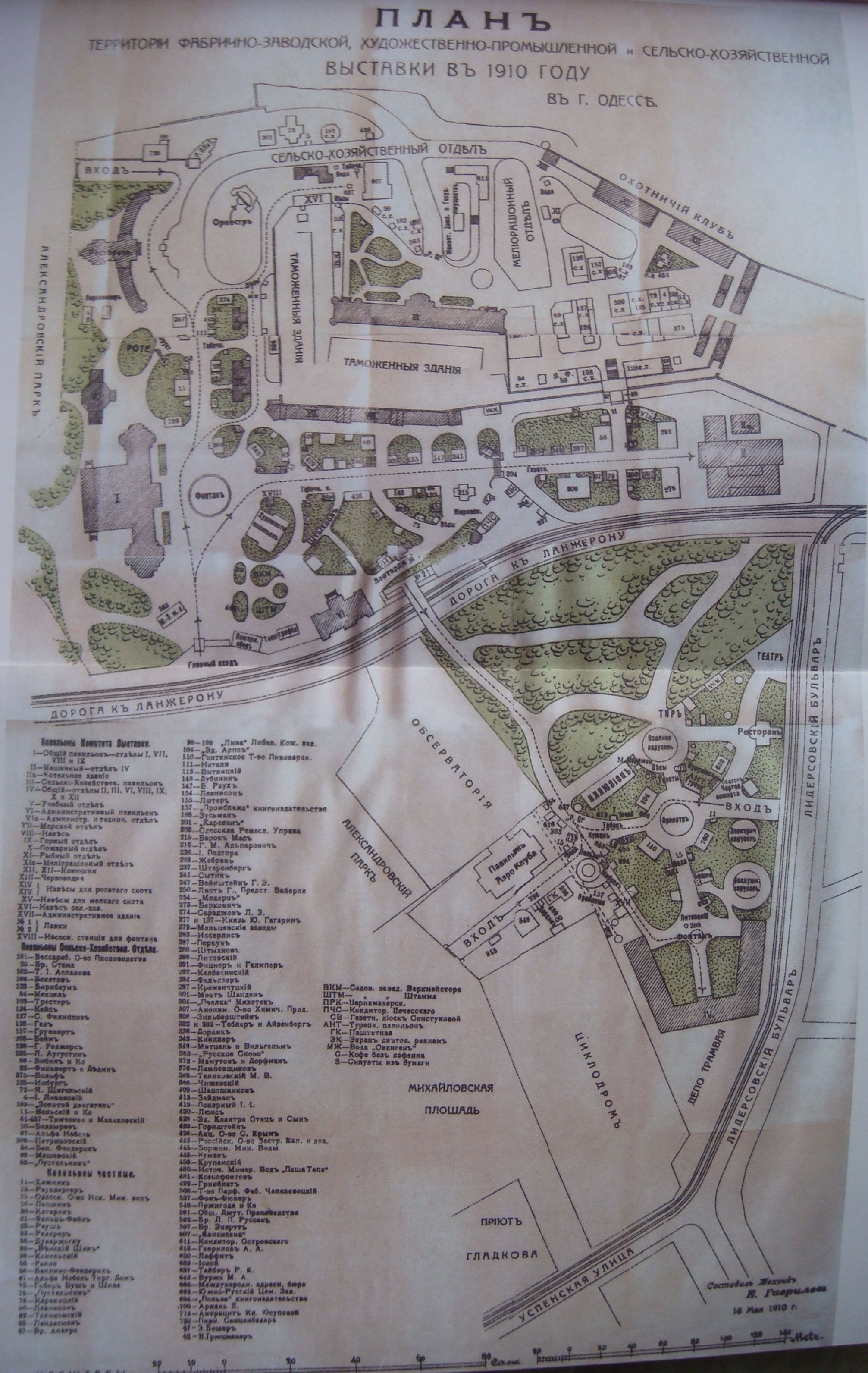
План выставки

В Одессе не проводилось крупных областных выставок с 1884 года. С самого начала XX века витала идея провести в Одессе выставку, показавшую бы достижения промышленности Юга России. Инициативу устройства выставки взяло на себя Одесское отделение Императорского Русского технического общества (кратко — Русское Техническое общество — (РТО)) ещё в 1902 году. В самом начале 1903 г. в совет РТО поступило заявление от устроителей проведённой в Одессе в 1895 г. «Выставки домоустройства»: «Желая … оказать возможное содействие подъёму фабрично-заводской и ремесленной промышленности г. Одессы и имея в виду, что это именно и составляет одну из главных задач технического общества, намеченных его уставом, мы, нижеподписавшиеся, имеем честь предложить совету войти в общее собрание с предложением об устройстве в Одессе одесским отделением технического общества в 1904 г., c 15 мая по 1 октября того же года, фабрично-заводскую, ремесленную и художественную выставку одесского градоначальства…». Была разработана программа выставки и проект положения о выставке. Но события Русско-Японской войны и последовавшая за ней смута, особенно сильно ударившая по Одессе, смешали эти планы.
После установления спокойствия идея возникла вновь. К Техническому обществу присоединилось Императорское Общество сельского хозяйства Южной России, которое также не устраивало выставок с 1884 г. В 1909 г. был сформирован Распорядительный комитет под председательством инженера А. А. Гуляева. В президиум были включены видные одесские агрономы, архитекторы, инженеры, инженеры-технологи, медики (Л. Л. Влодек, С. А. Ландесман, Л. М. Чернигов, Ю. М. Дмитренко, Т. М. Вольфензон, Е. С. Буркер, В. А. Гернеби, И. В. Вирский и другие).
Президентом выставки (распорядительного комитета) стал В. И. Ковалевский — председатель столичного Санкт-Петербургского Технического общества. Стать Почётным Президентом «соизволил дать милостивое согласие» великий князь Александр Михайлович. Председателем распорядительного комитета был А. А. Гулев, почётным председателем и членом распорядительного комитета — Варфоломей Анжелович Анатра (совладелец торгового дома «Братья Анатра»). Организаторы выставки не скрывали экспансионистских планов российского капитализма — одной из целей выставки провозглашалась «экономическое завоевание стран Ближнего Востока».
Распорядительный комитет пожелал узнать отношение местных предпринимателей к устройству выставки, для чего было произведено анкетирование, давшее 72 ответа из которых 60 ответов были позитивных и 12 — негативных. Таким образом, значительная часть представителей местной промышленности и торговли выразили готовность принять участие в выставке и Комитет занялся получением разрешений и сбором денег. Проведение выставки было назначено с 15 мая по 1 октября 1910 года Императорское сельскохозяйственное общество опубликовало «Открытое письмо об условиях участия в фабрично-заводской, художественно-промышленной выставке 1910 году в Одессе» с обращением к сельским хозяевам края принять в ней участие.
Общая смета расходов на проведение выставки превышала 500 тысяч рублей (по другим данным — 700 тысяч), причём деньги эти были собраны устроителями; из городской казны было выделено только 30 000 рублей на строительство и наполнение экспонатами городского павильона. Город бесплатно выделил территорию для проведения выставки. Ходатайство Распорядительного комитета о предоставлении льготного тарифа на воду было отклонено.
Для облегчения иногородним экспонентам доставки выставочных экспозиций в Одессу им были предоставлены льготные железнодорожные тарифы, включающие бесплатный провоз экспонатов обратно. Иностранным экспонентам было предоставлено право беспошлинного ввоза товаров. В январе 1910 года была образована «Комиссия для снабжения иногородних посетителей доступными квартирами».

### Месторасположение и устройство

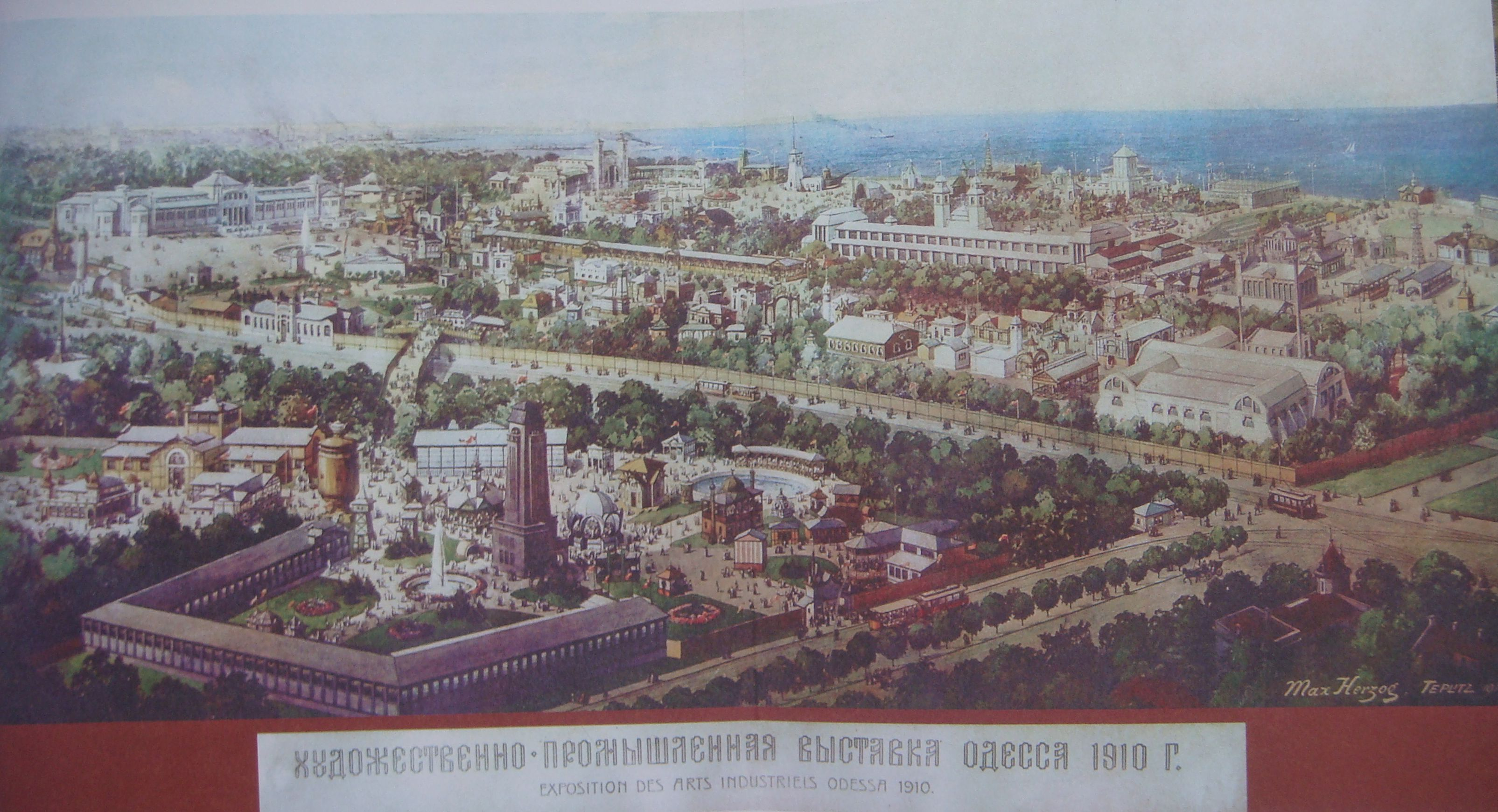
Общий вид выставки с высоты птичьего полёта. Литография

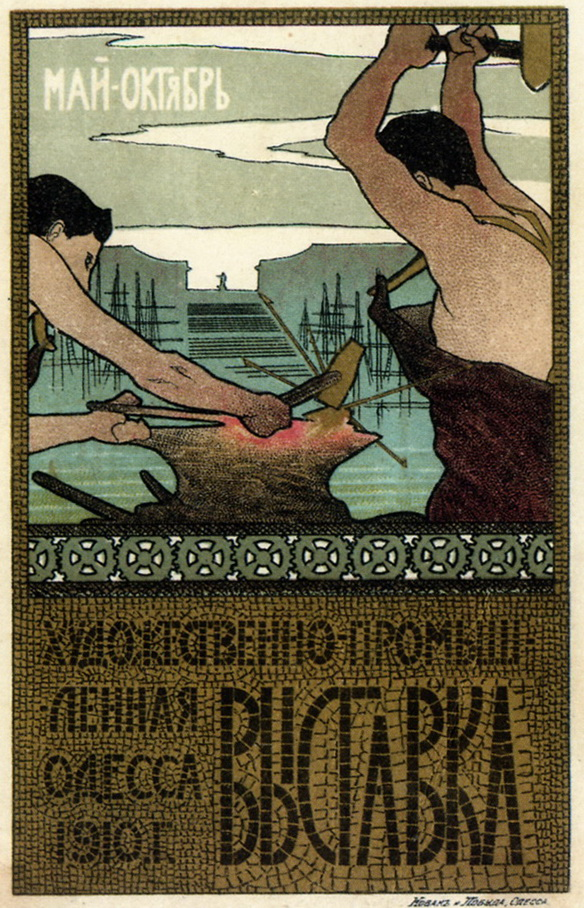
Рекламный плакат выставки. Серия рекламных плакатов была, предположительно, создана Иваном и Георгием Пашковыми по заказу Распорядительного комитета

Городские власти дали разрешение на размещение выставки в заброшенной части Александровского парка — так называемой Карантинной площади (на её месте в 30-х годах XX века построили «стадион у моря» (стадион ФК Черноморец)). Предыдущие выставки, проводимые в Одессе в 1881 и 1884 годов, проводились тут же, но в этот раз, ввиду грандиозности планов устроителей и значительно бо́льшей требуемой площади (выставка заняла 17 десятин — 18 ½ гектар), под выставку была отдана и приморская часть парка, и Михайловская площадь. С противоположной стороны от Михайловской площади границей выставки служил Лидерсовский бульвар.
Территория выставки была распланирована инженером М. Ф. Бесчасновым. Основные строительные работы были выполнены техником путей сообщения Е. А. Гавриловым (в Александровском парке) и гражданским инженером С. В. Пановым (на Михайловской площади). Территория выставки была огорожена забором. Чтобы не перекрывать идущую через парк дорогу на Ланжерон было решено разбить выставку этой дорогой на две зоны, а соединить их между собой специально построенным пешеходным мостом (надземным переходом). С высоко расположенного моста открывался замечательный вид на всю выставку. Для подъёма на мост, для удобства публики, вёл прообраз эскалатора — «движущийся тротуар, представляющий собой деревянную ленту, приводимую в движение специальными электрическими машинами». Для предотвращения угрозы пожаров на территории выставки была создана специальная противопожарная система — проложены трубы «особого морского водопровода».

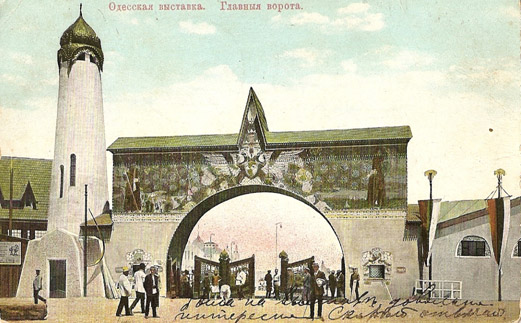
Почтовая открытка с видом главного входа на выставку

На выставку вело четыре входа. Главный вход, оформленный в виде триумфальной арки в неорусском стиле, совмещённой с башней, в виде маяка с навершием в виде шлема древнерусского витязя (архитектор А. Н. Клепинин), устроили на пересечении главной аллеи Александровского парка и дороги на Ланжерон (напротив памятника Александру II). Арка была украшена ярким мозаичным панно, выполненным художниками выставки, приглашёнными из Москвы — Иваном и Георгием Пашковыми. По всей вероятности эти же художники выполнили и серию рекламных плакатов выставки, напечатанных литографическим способом в одесской типографии «Новак и Побуда». Ещё два входа располагались на Михайловской площади, а четвёртый — у входа в главный ресторан парка.

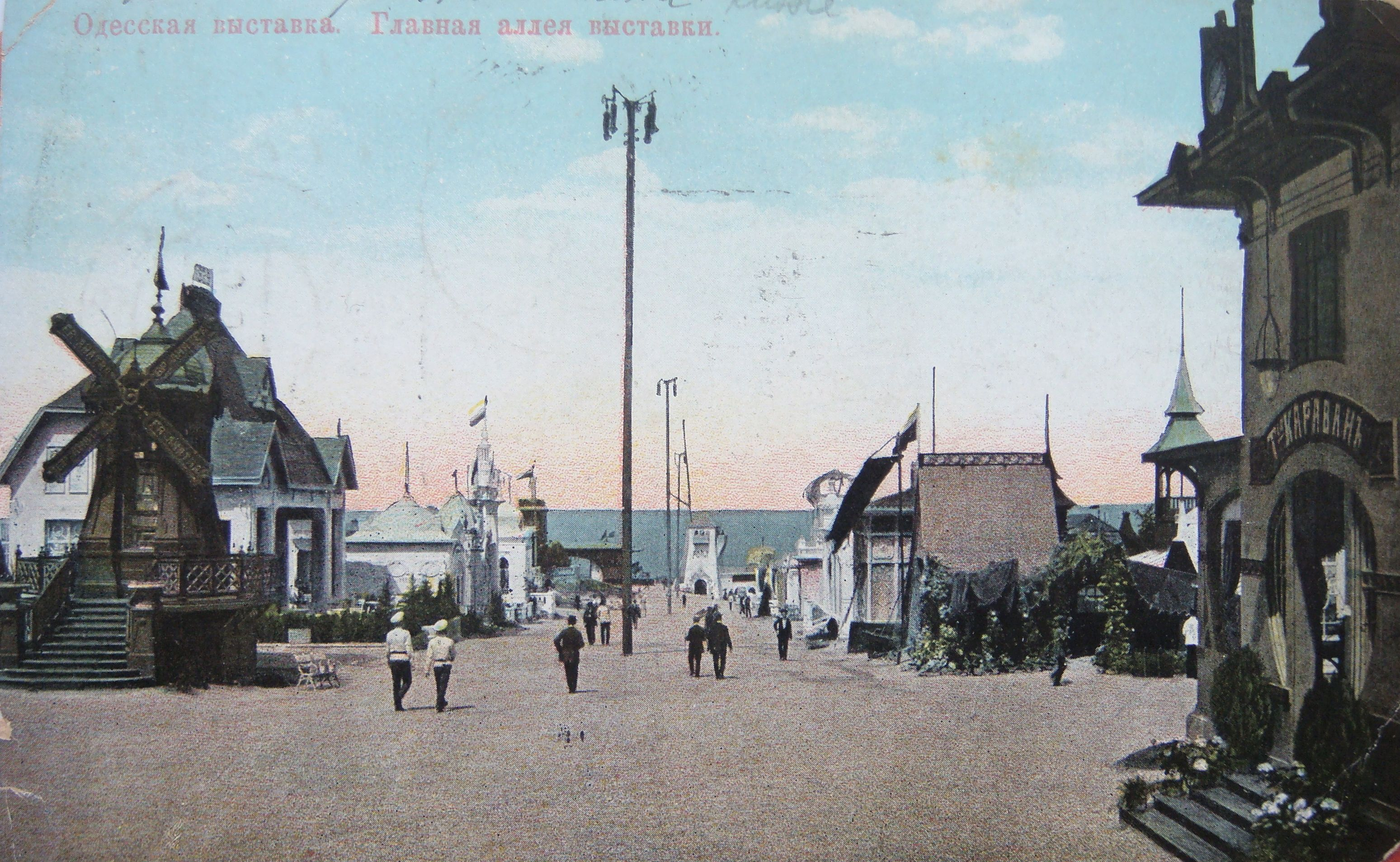
Почтовая открытка. Вид главной аллеи выставки

Посетителю, прошедшему сквозь ворота главного входа открывался воистину величественный вид — прямая главная аллея парка, с рядами одноэтажных павильонов с обеих сторон, уходящая в море. Перспективу завершал стоящий на самом обрыве павильон РОПиТа, сам выполненный в виде морского судна, как бы ошвартованного у строения с башней. Мачта и снасти судна возвышались на фоне моря, что придавало павильоны вид реального корабля.
Для наблюдения за порядком охраны выставки была нанята специальная команда — Александро-Невская Биржевая артель, прибывшая из Москвы, действующая на основании «Высочайше-утверждённом мнении Г. Совета и Устава Правления». В газетах было помещено объявление: «Посторонние лица на территорию выставки не допускаются. Гг. экспоненты, доверенные и участвующие в постройке должны при входе предъявить пропускные билеты». Специальные номерные служебные билеты с фотографией и личной подписью владельца были отпечатаны в одесской типографии «Энергия». По указанным на самих билетах правилах, они были именными (без права передачи другому лицу), должны быть предъявлены агентам контроля и охраны по первому их требованию, а лицо, отказавшиеся предъявить пропускной билет, было обязано купить входной билет.

### Павильоны

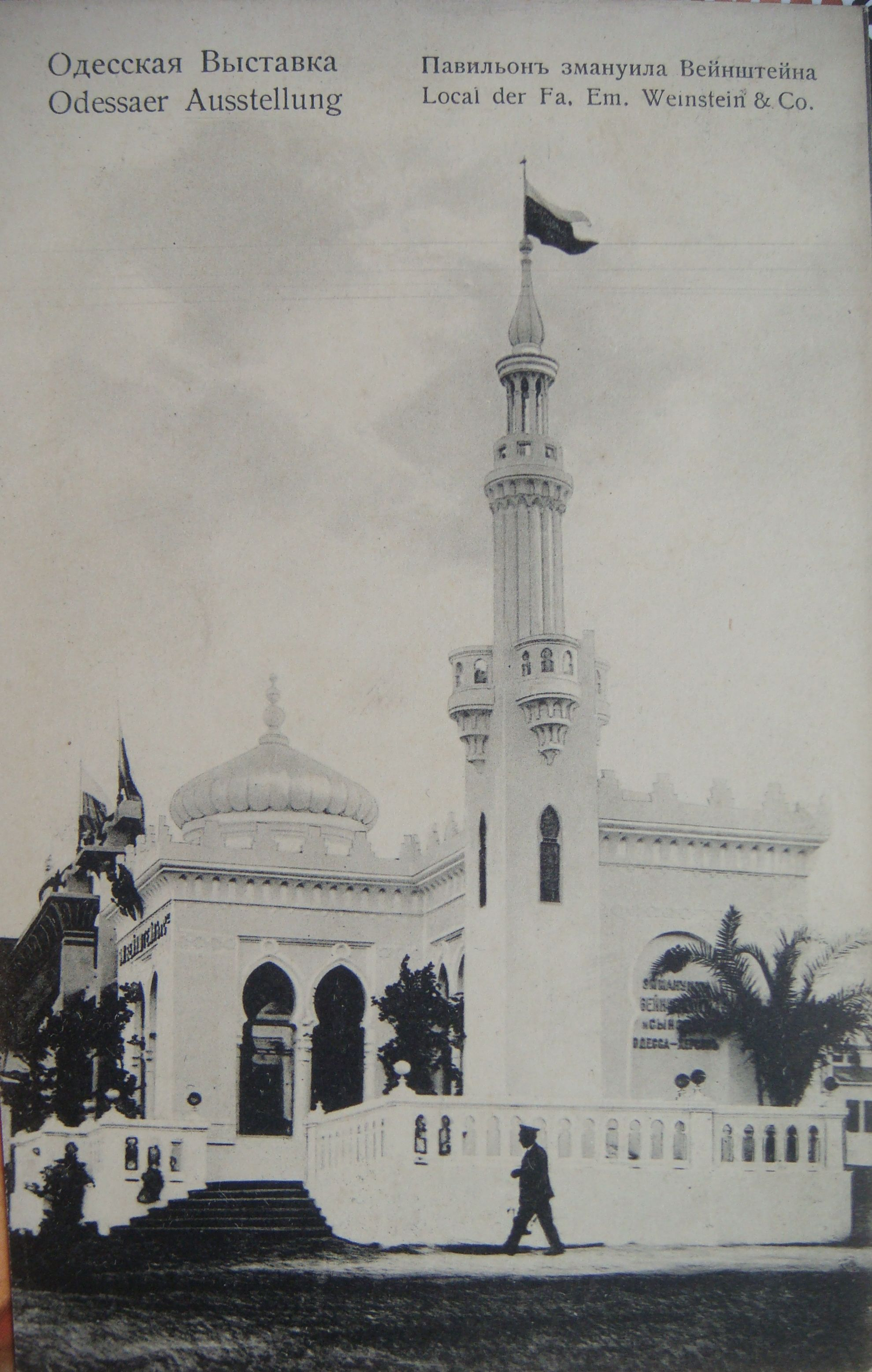
Почтовая открытка. Павильон мукомольной фабрики Вейнштейна

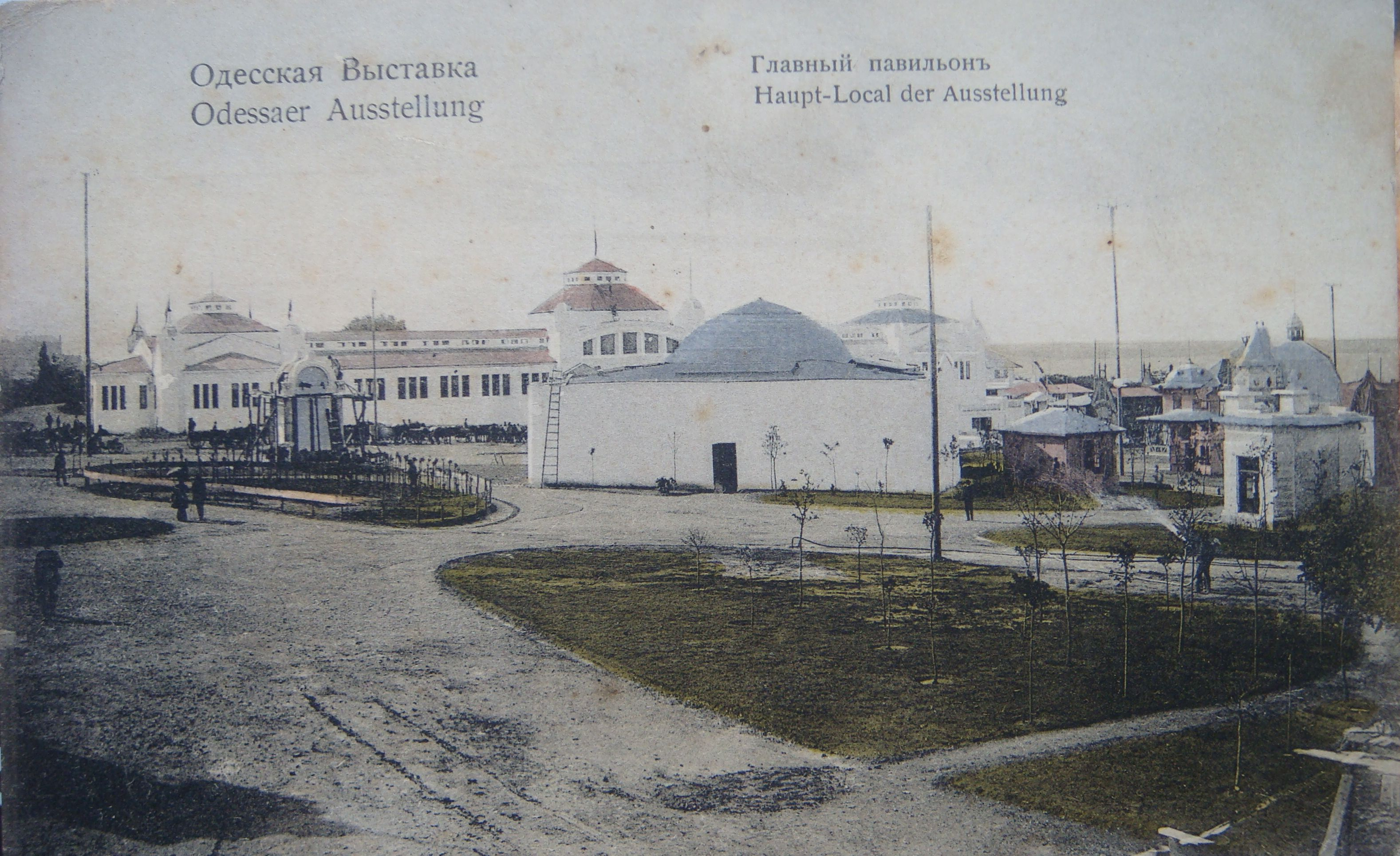
Почтовая открытка. Вид главного павильона

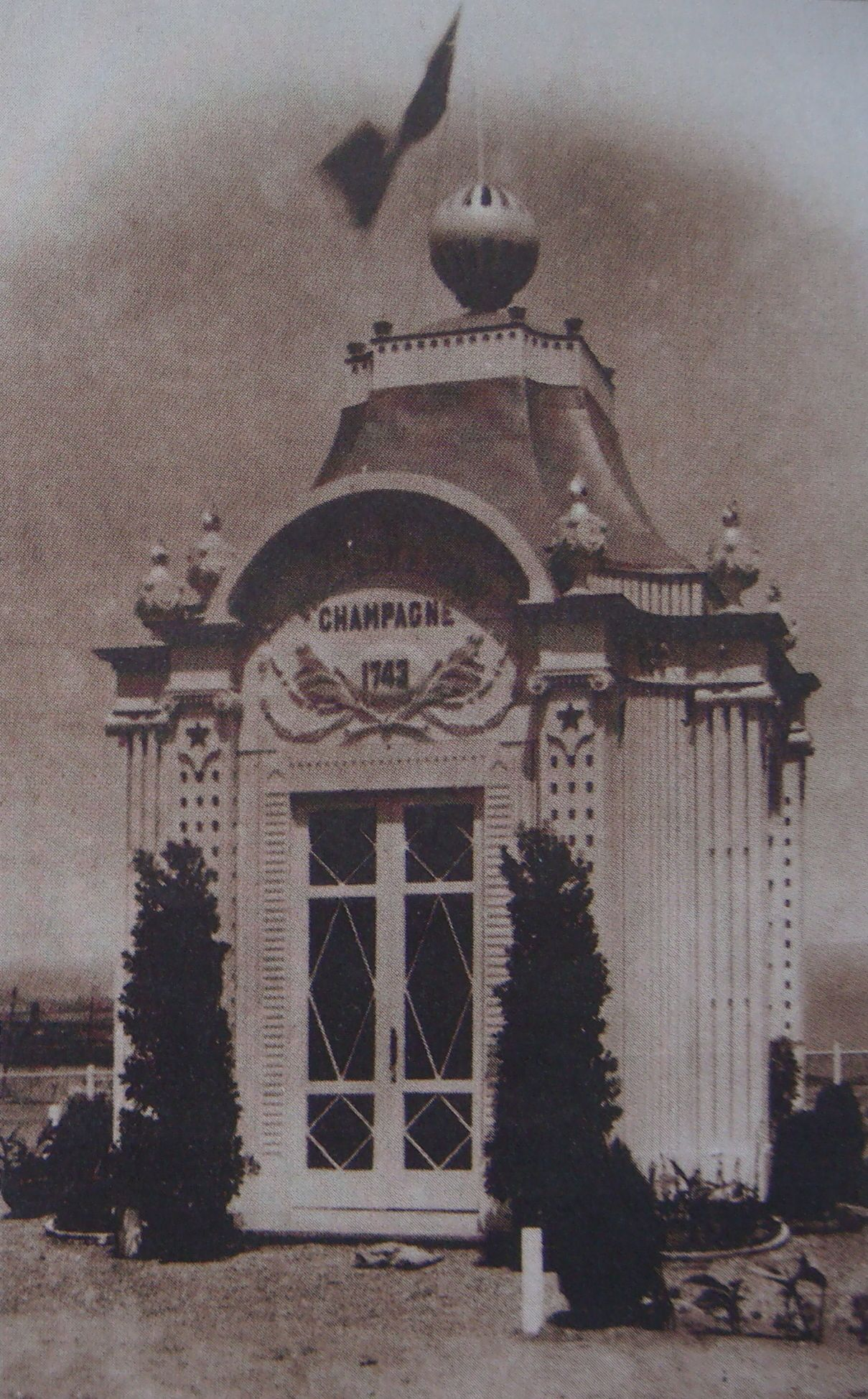
Павильон производителей шампанского Moët & Chandon

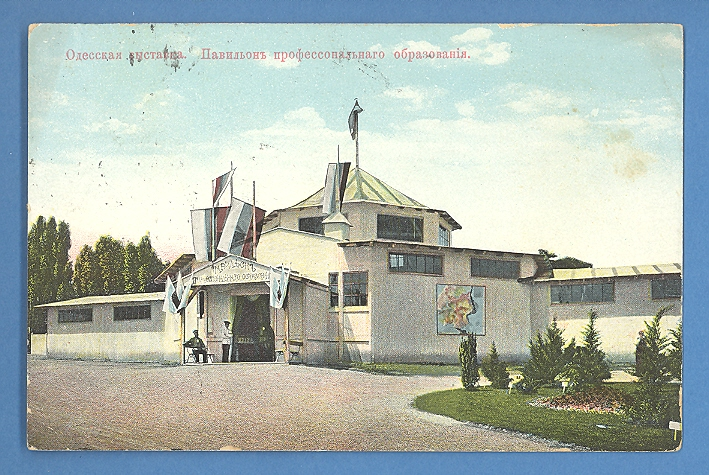
Почтовая открытка. Павильон профессионального образования

Было построено 30 «казённых павильонов» общей площадью около 13 тысяч квадратных метров — в том числе главное здание выставки и главные отраслевые павильоны, на что было потрачено более 200 000 рублей. Кроме казённых павильонов на территории выставки было возведено более 120 частных, основная масса которых была построена одесскими строителями и архитекторами — 105 павильонов и киосков. Некоторые приезжие экспоненты самостоятельно создавали свои экспозиционные площадки или даже везли собственные павильоны с собой в разобранном виде — так поступили, например, московская парфюмерная фирма Ралле и кавказский производитель коньяка Д. З. Сараджаев.
Частные павильоны были оформлены очень разнообразно, исходя их эстетических пристрастий владельцев, направления работы фирмы и архитектурной моды того времени. Павильоны привлекали внимание посетителей ярко выраженной стилистикой и «национальной экзотикой» — было большое число павильонов в русском стиле или стиле национальных окраин Империи, зарубежных стран, родины экспонентов. Павильон книгоиздателя И. Д. Сытина был построен в неорусском стиле; мукомола Э. М. Вейнштейна — в мавританском — белоснежный дворец с минаретом, украшенный тонкого исполнения восточной резьбой; шампанского Моэт — в стиле Людовика XVI; павильон мануфактурной фирмы был исполнен в древнегерманском стиле; павильон восточных сладостей Л. Х. Дуварджоглу — в древнеегипетском стиле; павильон гильзовой (для папирос) и папиросной фабрики И. Л. Конельского был мраморным; фирма музыкальных инструментов Ю. и Г. Рауш создала изящный павильон, окна которого были выполнены в форме раскрытых крыльев бабочки; павильон фирмы Э. Байерле и К° копировал главный вход на выставку — правда, остаётся неизвестным, кто у кого позаимствовал идею дизайна. Много павильонов было создано в модном тогда стиле модерн.
По тогдашней моде, вид самого павильона должен был сразу подсказать посетителям о деятельности экспонента. Павильон горного отдела был устроен в виде шахты и обложен большими глыбами антрацита; чугонолитейного завода Г. и М. Раухвергеров был весь выполнен из чугуна; кирпично-черепичного завода Фельдзера был весь собран из продукции, выпускаемой заводом; французский производитель коньяков Е. Норманден и К° оформил свой павильон в виде каменного подвала, для хранения своей продукции, увенчанного бутылкой коньяка высотой в человеческий рост. Некоторые участники соорудили павильоны весьма скромных размеров, более напоминающие садовые беседки — к таким можно отнести павильон «Боржоми». Верхом минимализма являлся киоск московского книгоиздательства «Современные проблемы» — деревянная будка с единственным прилавком внутри. Фасад был украшен надписью огромного размера «Просимъ брать» — имелись в виду рекламные проспекты.

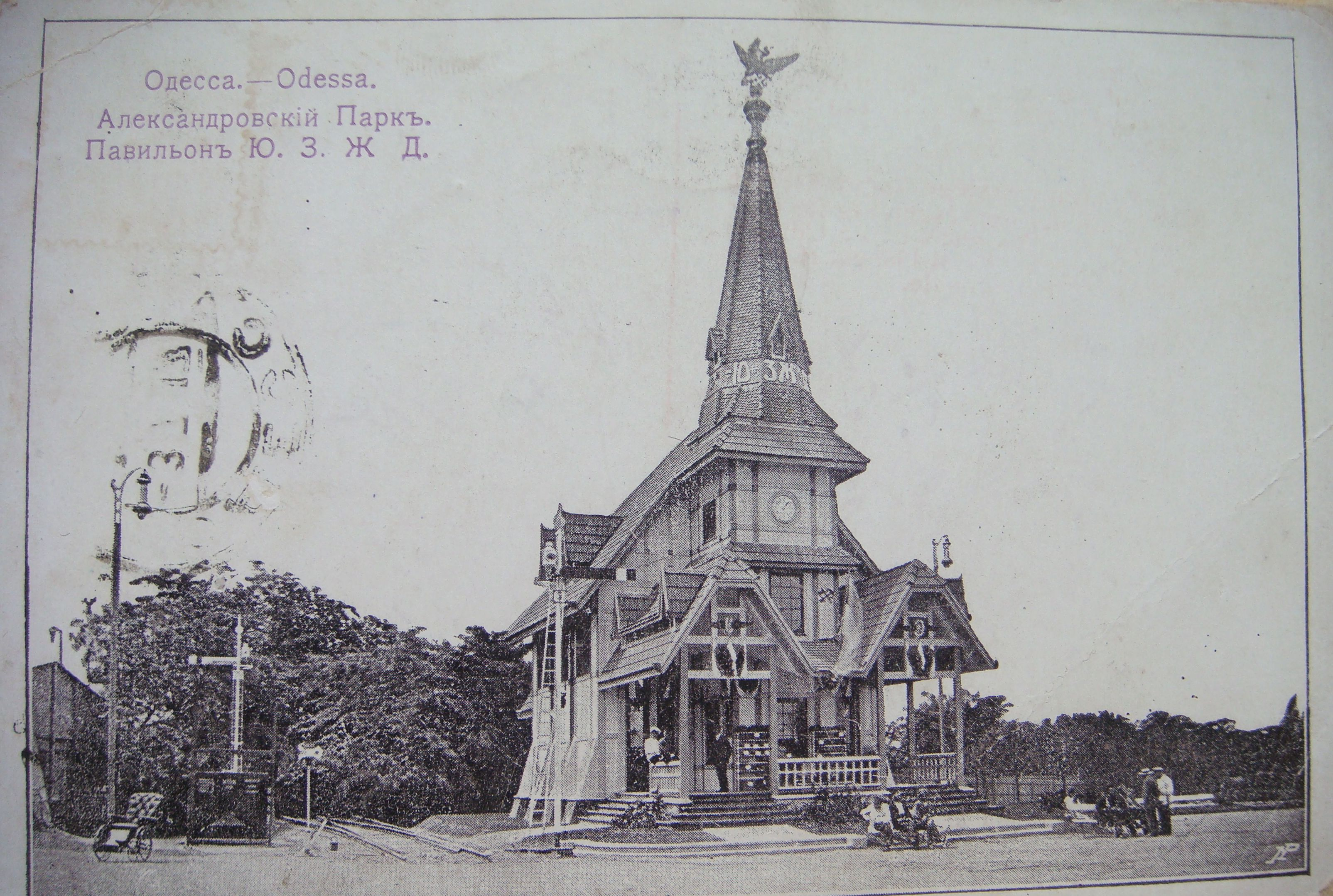
Почтовая открытка. Павильон Юго-Западной железной дороги

Павильон участника из Ченстохова являлся и электростанцией, снабжающей выставку электроэнергией.
Проще были оформлены «казённые» павильоны: отдел торгового судоходства был оформлен простой крестьянской избой, увешенной спасательными кругами и государственными флагами; павильон профессионального образования напоминал конюшню, щедро украшенную национальными флагами; также непритязательно выглядел павильон Мальцовских заводов. Все экспоненты из Российской империи обильно демонстрировали свои патриотические чувства большим количеством национальных флагов.

## Проведение выставки в 1910 году
1910 год выдался для Одессы не очень удачным. В мае началась эпидемии холеры, а в июне — чумы. Лето выдалось холодным и дождливым.

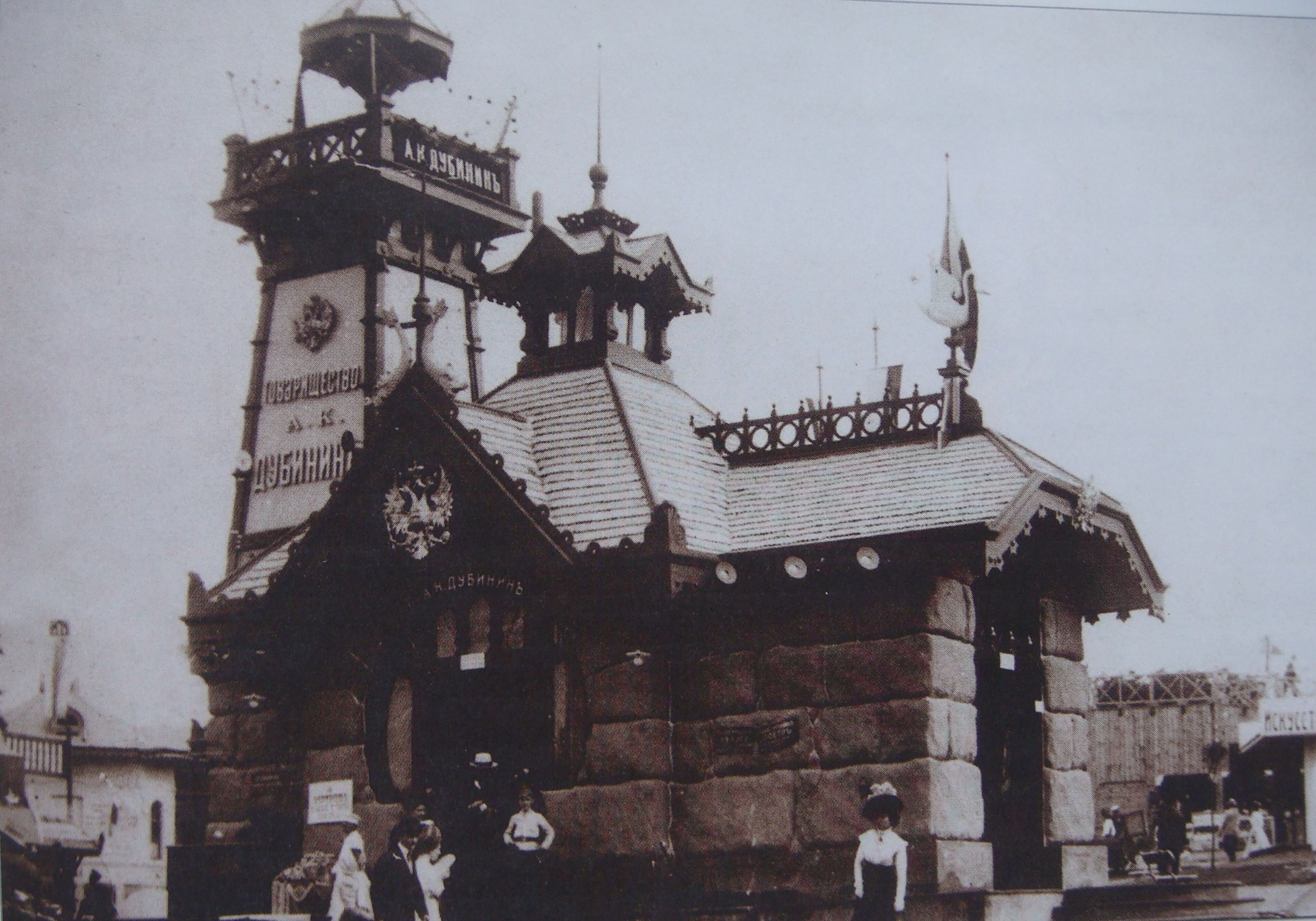
Павильон Товарищества А. К. Дубинина (сетевые универсальные магазины)

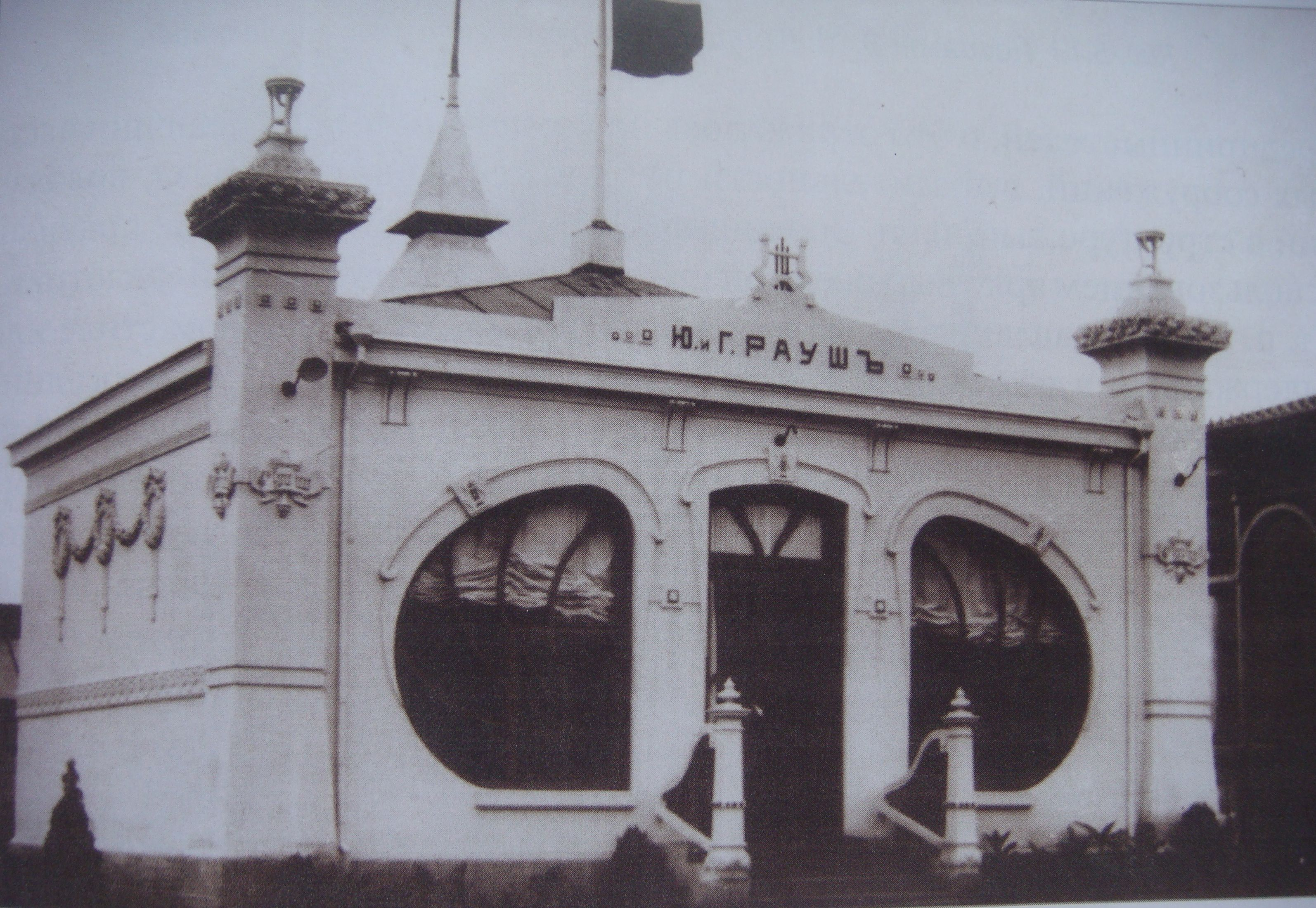
Павильон Ю. и Г. Рауш

Экспозиция выставки по традициям того времени была разделена на 32 тематических отдела: 15 в промышленном секторе и 17 в сельскохозяйственном. На момент открытия выставки было представлено примерно 1300 экспонентов, из которых около 250 относились к сельскому хозяйству, 800 — к фабрично-заводскому, а остальные — к школьному, морскому, художественному и авиационному. На Одессу приходилось 450 экспонентов, 105 — на соседние южно-русские губернии. Остальные — на остальные регионы Российской империи. 79 экспонентов прибыли из-за границы (24 — из Германии, 16 — из Австрии, 9 — из Франции, 3 — из Англии). Из-за начавшейся в Малой Азии эпидемии чумы, на выставку не прибыли ни участники, ни зрители с Ближнего Востока. Экспоненты продолжали прибывать в течение всего лета, и к концу сентября (в канун закрытия выставки) их общее число достигло 1500.
Плата за посещение выставки была назначена в размере 32 копеек (включая благотворительный сбор). Дети до 10 лет и учащиеся в форме платили вдвое меньше.
В субботу, 29 мая (11 июня) 1910 года (далее все даты по старому стилю), выставку посетило 5 тысяч человек. Всего за первые две недели выставку посетило 90 тысяч человек. Полумиллионный посетитель был зарегистрирован 19 августа 1910 г. До окончания работы выставки её по платным билетам посетило около 700 тысяч человек, что при 520—тысячном населении Одессы того периода могло считаться неплохим результатом.
На работу и посещаемость выставки отрицательно сказались как просчёты организаторов, так и внешние причины (эпидемии и дождливая погода сильно сократили количество приезжающих в Одессу). В первые дни и даже недели работы выставки многие павильоны оставались пустыми. Самодвижущийся топоган, работа которого была разрекламирована, начал функционировать только 1 августа 1910 г., то есть спустя два месяца после открытия выставки.
По правилам выставки посетители могли купить понравившиеся им экспонаты в последний день работы выставки.
При Выставке был учрежден «Главный экспертный Совет» и экспертные комиссии в чьи задачи входила оценка качества выставляемых товаров. Экспертные комиссии состояли из членов РТО и Общества сельского хозяйства и привлечённых со стороны специалистов, «известных своею опытностью и трудами в соответствующей отрасли промышленности». Каждая экспертная комиссия оценивала достоинства экспонатов по десятибалльной шкале, предоставляя свои заключения в Главный Совет. Окончательный список предложенных экспертным Советом наград представлялся на утверждение Министерства торговли и промышленности. Награды от Комитета выставки «выдаваемы быть не могут». Лучшие выставочные экспонаты отмечались Министерством торговли и промышленности похвальными наградами в виде дипломов на золотые, серебряные и бронзовые медали большие и малые, похвальными отзывами и денежными премиями. Лауреаты наград выставки впоследствии могли помещать их изображения на вывесках, изделиях, товарных знаках и документах.

### Торжественное открытие

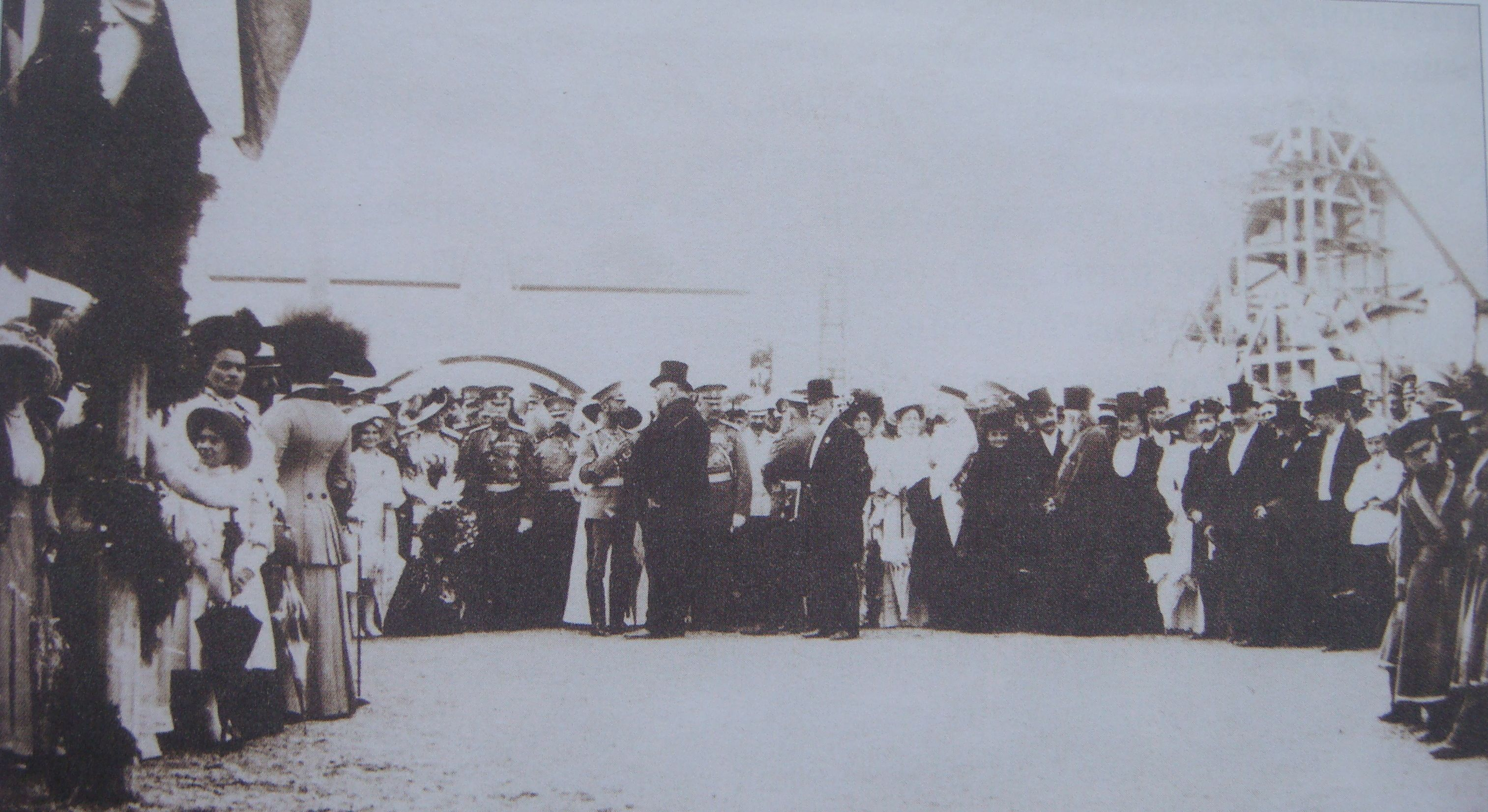
Торжественное открытие выставки

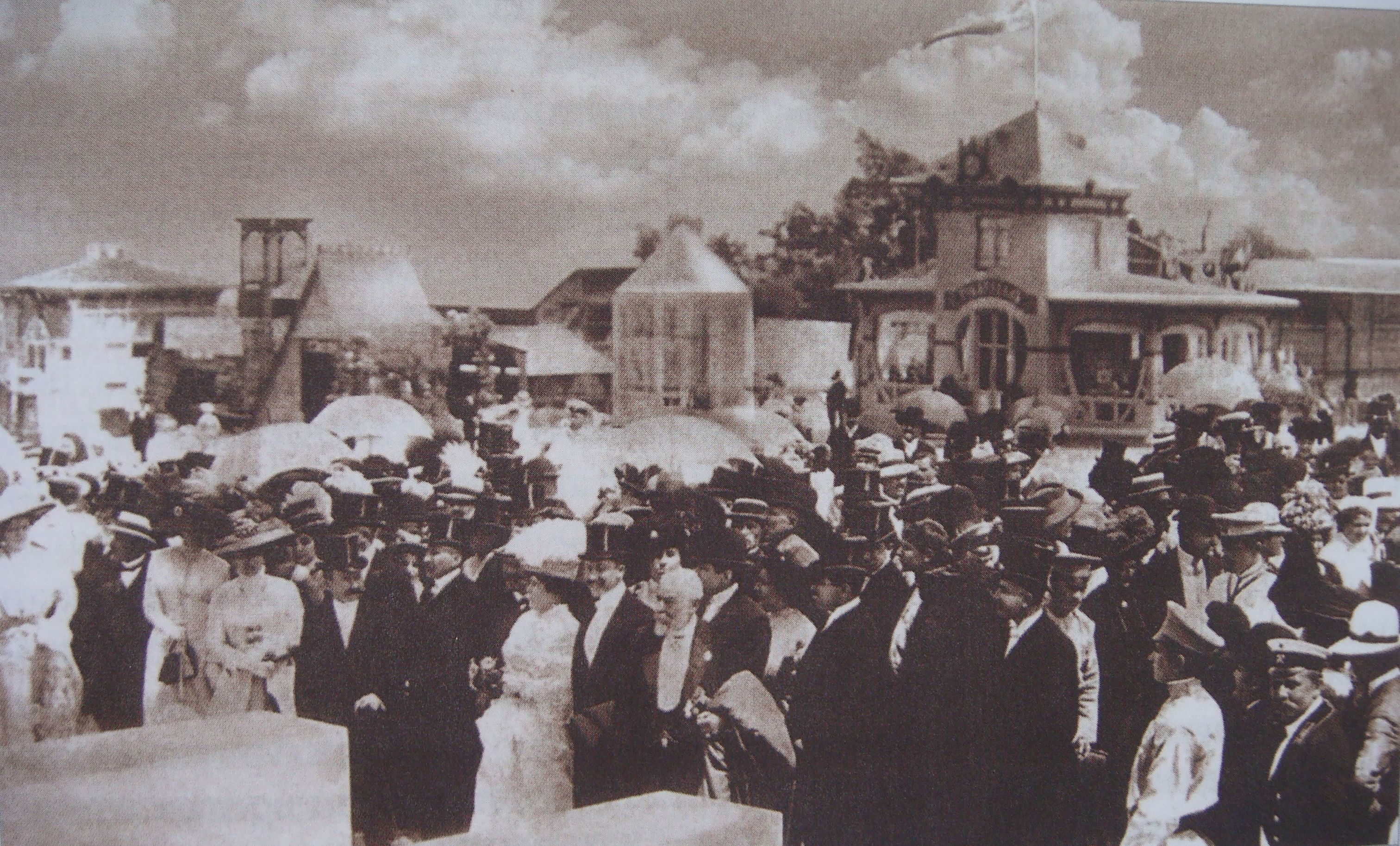
Посетители выставки в день открытия

Выставка была открыта в воскресенье, 25 мая 1910 года. На открытии присутствовали градоначальник генерал-майор И. Н. Толмачев, городской голова Н. И. Моисеев, командующий войсками Одесского военного округа генерал-адъютант Н. П. Зарубаев. После совершения благодарственного молебствия у временного аналоя выставка была открыта командующим округом. С приветственным словом к собравшимся обратился одесский градоначальник, а символическую ленточку на входе в главный павильон перерезала его супруга. Приветственное слово градоначальника не отличалось оптимизмом. В частности он сказал: 

Что касается надежд на оживление чисто одесской промышленности, то они навряд ли оправдаются, ибо не секрет же, что одесское фабричное производство крайне ограничено и ничем интересным похвастаться не может. И если говорить об успехах промышленности как результата нашей выставки, то на них могут рассчитывать другие фабричные пункты, приславшие сюда экспонаты, но ничуть ни Одесса.
Блестящий публицист Одессы А. М. Дерибас так откликнулся на «приветствие» градоначальника в газете «Одесский листок», номер которой от 25 мая был полностью посвящён открытию выставки: 

Сегодняшний день Одесса с полным правом может считать высокоторжественным праздничным днём. Сегодня над территорией выставки весело извивается флаг, и там, где несколько месяцев назад были пустынные дорожки заброшенного парка, там сегодня очарованному взору зрителя представится длинный ряд красивых павильонов и киосков — свидетельство кипучей энергии, таланта и трудолюбия устроителей и участников выставки… Но из песни слов не выкинешь — приходится вспоминать, что на сегодняшнем торжестве «отцы города» по праву должны занять самое последнее, «непочётное» место… Пусть темнота, узость кругозора, несознательность, послужит извинением «отцам города», не понявшим великого значения для Одессы настоящей выставки… С некоторого времени принято хоронить Одессу. О её торгово-промышленном значении говорят не в настоящем и будущем, а только в прошлом. В будущем …скептики не видят ничего хорошего для Одессы… Блестящим ответом всем этим скептикам является настоящая выставка.
Были отправлены телеграммы Государю с «выражением верноподданнических чувств», Великим князьям, Председателю совета министров, Министру торговли и промышленности, Главноуправляющему землеустройством, другим высшим чинам Империи.
Плата за посещение выставки в день её открытия составила 2 рубля 10 копеек, а за присутствие на самом торжественном открытии — вдвое дороже. Входные билеты на 26 и 27 мая продавали по 1 рубль 10 коп.
В день открытия среди гостей присутствовал бывший шах Персии Мухаммед Али, в то время проживающий в изгнании в Одессе.

### Промышленные отделы выставки
| 1. Обработка волокнистых веществ и смешанные производства по этой отрасли. 2. Графическое искусство и бумагоделательное производство. 3. Изделия из дерева. 4. Изделия из металлов. 5. Горная промышленность и изделия из минеральных веществ. 6. Изделия из животных продуктов. 7. Обработка питательных веществ. | 8. Химическое производство. 9. Художественно-промышленный отдел: живопись, скульптура, музыкальные инструменты, чертежи, проекты, мебель, внутренняя декорация и так далее. 10. Изделия фабричного и ремесленного производства, не вошедшие в предыдущие отделы. 11. Ремесленные и промышленные учебные заведения. 12. Гигиена жилых помещений, архитектура, строительство, искусство. 13. Торговое судоходство и пути сообщения. 14. Физическое развитие и спорт. 15. Воздухоплавание. |

В отделе учебных заведений главенствовал Императорский Новороссийский университет, демонстрировавший достижения учебного заведения.

### Сельскохозяйственные отделы выставки
| 1. Полеводство. 2. Садоводство. 3. Огородничество. 4. Виноградарство и виноделие. 5. Шелководство. 6. Пчеловодство. | 7. Животноводство. 8. Птицеводство. 9. Рыбоводство и рыболовство. 10. Лесоводство. 11. Мелиорация. 12. Научный отдел. | 13. Сельскохозяйственные машины. 14. Сельскохозяйственные орудия. 15. Кустарные изделия. 16. Отдел земско-городской. 17. Охота. |

Это был самый обширный отдел выставки. Его экспонаты размещались сразу в нескольких казённых павильонах. Главное здание отдела было сооружено в виде средневековой базилики, с двумя высокими башнями. В ней демонстрировались дары Херсонской и других южных губерний. В отделе «Сельскохозяйственные машины» были представлены изделия практически всех заводов земледельных орудий. Одесскую промышленность представляли заводы Беллино-Фендериха (паровые машины, котлы, мельницы, насосы) и Акционерного общества И. И. Ген (земледельческие машины). Интерес вызывала экспозиция кустарного отдела: выставленные в этом отделе работы южных кустарей, иногда поражающие своим изяществом, разнообразием и дешевизной — писал журналист «Нивы». В отделе рыбоводства и рыболовства особый интерес вызывала экспозиция казённого рыборазводного завода на озере Ялпуг — «здесь перед нами проходи вся история рыбы, начиная с искусственного высаживания икры и кончая приготовлением рыбных консервов» — писал он же.
Земство Херсонской губернии организовывало за свой счёт экскурсии крестьян Одесского уезда на выставку. Первая такая экскурсия состоялась в конце августа 1910 г. Крестьян сопровождал агроном М. В. Козловский.

### Художественный отдел

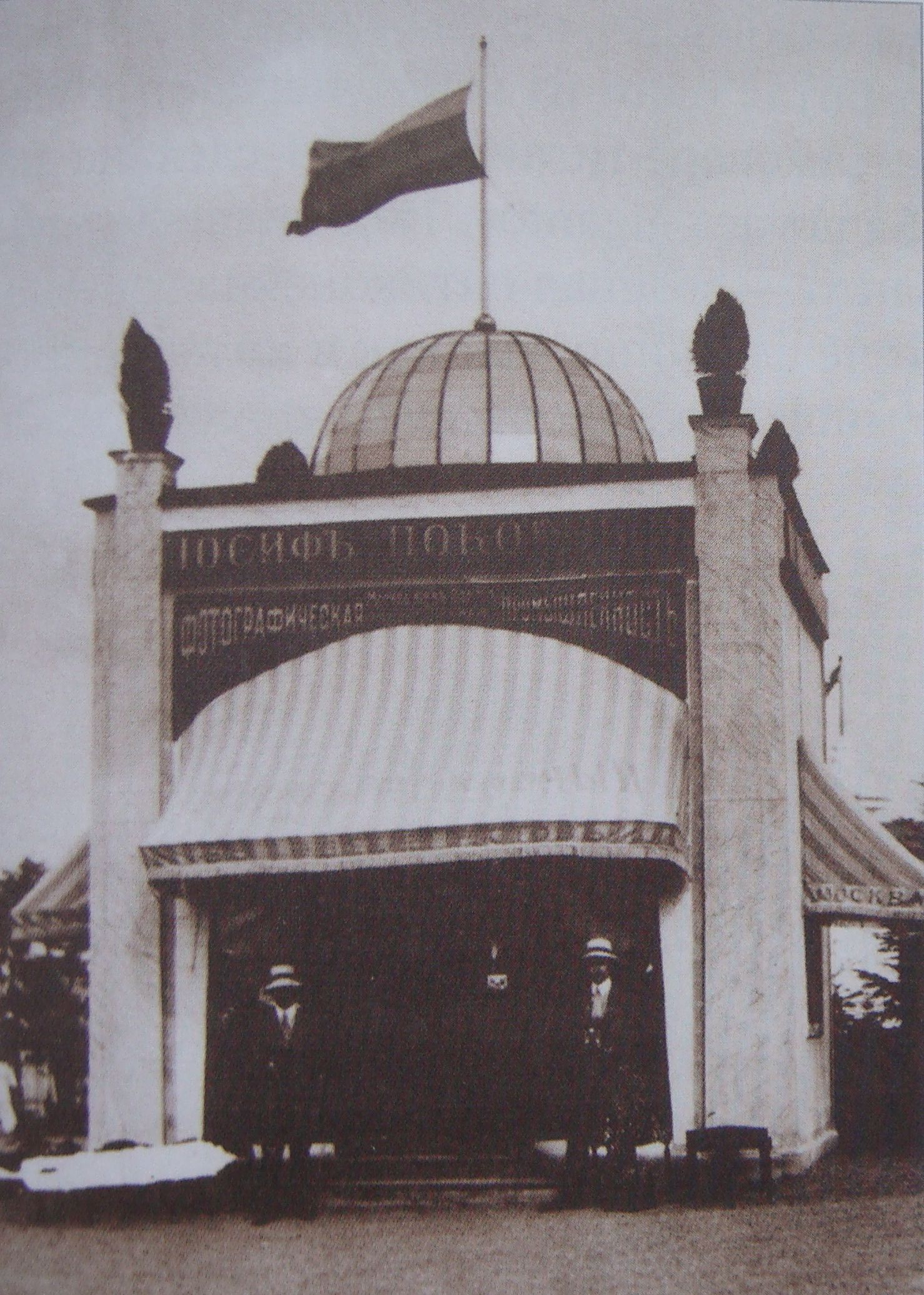
Павильон фотографа Покорного

Художественный отдел, располагавшийся в отдельном павильоне (архитектор А. В. Щусев), состоял из 11 групп и пользовался успехом у публики. В отделе экспонировались работы художников И. Я. Билибина, А. М. Васнецова, М. Добужинского, В. В. Кандинского, Б. М. Кустодиева, С. Малютина, Д. И. Митрохина, И. Е. Репина, А. А. Рылова, Н. К. Рериха, В. А. Серова, К. Ф. Юона; скульпторов И. Я. Гинцбурга, С. Т. Конёнкова, П. П. Трубецкого (он выставлял четыре бронзовых скульптурных группы: «Мать и сын», «Офелия», «Атлет» и бюст жены мастера)и других. Товарищество южнорусских художников было представлено К. Ф. Богаевским, Н. Бодаревским (картины «Молодой мечтатель» и «Вдали от родины»), П. Володкиным, Т. Дворниковым, К. К. Костанди (картины «Гуси», «Синяя туча», «Сирень»), Н. Д. Кузнецовым (картины «Прачки», «портрет артистки императорских театров М. Н. Кузнецовой»), А. Маневичем, П. А. Нилусом (картины «Розовое облако» и «В старые годы»), Б. Эгиз и др.

### Достопримечательности и развлечения

#### Павильон товарищества Караван
Одной из главных достопримечательностей выставки был павильон чайного Товарищества Караван, выполненный из дерева в виде самовара высотой 13 метров с огромным заварочным чайником на вершине. В верхней части самовара была устроена смотровая площадка с рестораном. Надписи на самоваре были написаны на русском языке и модном тогда языке эсперанто, а сам самовар украшала эмблема эсперанто — зелёная звезда.
В. П. Катаев, посетивший выставку ещё ребёнком, вспоминал, что самовар был «…высотой с четырёхэтажный дом… 10 саженей в высоту, 5 саженей в диаметре».

#### Павильон завода шампанских вин Генри Редерер
Павильон привлекал внимание публики макетом 6 ½-метровой бутылки шампанского, установленной на 3-метровом постаменте.

#### Башня-бельведер
Одной из главных достопримечательностей выставки и её вертикальной доминантой стала обзорная башня — бельведер — высотой 25 метров, построенная архитекторами А. Штейнгауз и М. Руди. Одесситы называли её «Эйфелевой башней». Со смотровой площадки, оборудованной на её вершине, открывался великолепный вид на выставку, город и море.

#### Павильон Одесской мукомольной фабрики
Представлял из себя мукомольную мельницу, с настоящими мельничными крыльями. Изготовил павильон архитектор Ю. М. Дмитренко.

#### Павильон РОПиТ
Павильон Русского общества пароходства и торговли привлекал внимание зрителей оригинальным дизайном. Он был построен архитектором А. Н. Клепининым в виде части корпуса настоящего парохода, соединённого со зданием агентства РОПиТ.

#### Павильон фирмыГабербуш и Шиле
Пивоваренный завод оформил свой павильон в виде шпиля, составленного из пивных бочек разного размера, уменьшающихся от основания к верхушке.

#### Павильон производителя коньяка Д. З. Сараджиева
Павильон «Кавказский натуральный коньяк» Д. З. Сараджиева был выполнен в виде скалы с гротом, на вершине которой стояла скульптура горного козла, а с вершины низвергался водопад. Интерьер грота, где проводились дегустации, напоминал пещеру и, по отзывам прессы, «вызывал полную иллюзию».

#### Фонтаны
Напротив главного павильона выставки был устроен фонтан с мощным насосом, способным подбрасывать струю воды на 15 метров, и с поворачивающимися кранами, для изменения направления струй воды и со специальной подсветкой восемью прожекторами с меняющимися цветными стёклами. По вечерам его «струи…, окрашиваемые …в различные цвета, принимали самые неожиданные формы, превращаясь в фантастические фигуры и целые феерические картины». Фонтан был построен берлинской фирмой «Шеффер и Вальнер» и его устройство обошлось организаторам выставки в 12 000 рублей. Фонтан считался достопримечательностью и по вечерам его работа собирала толпы посетителей. Вообще же, в жаркие дни на территории выставки работало несколько фонтанов.

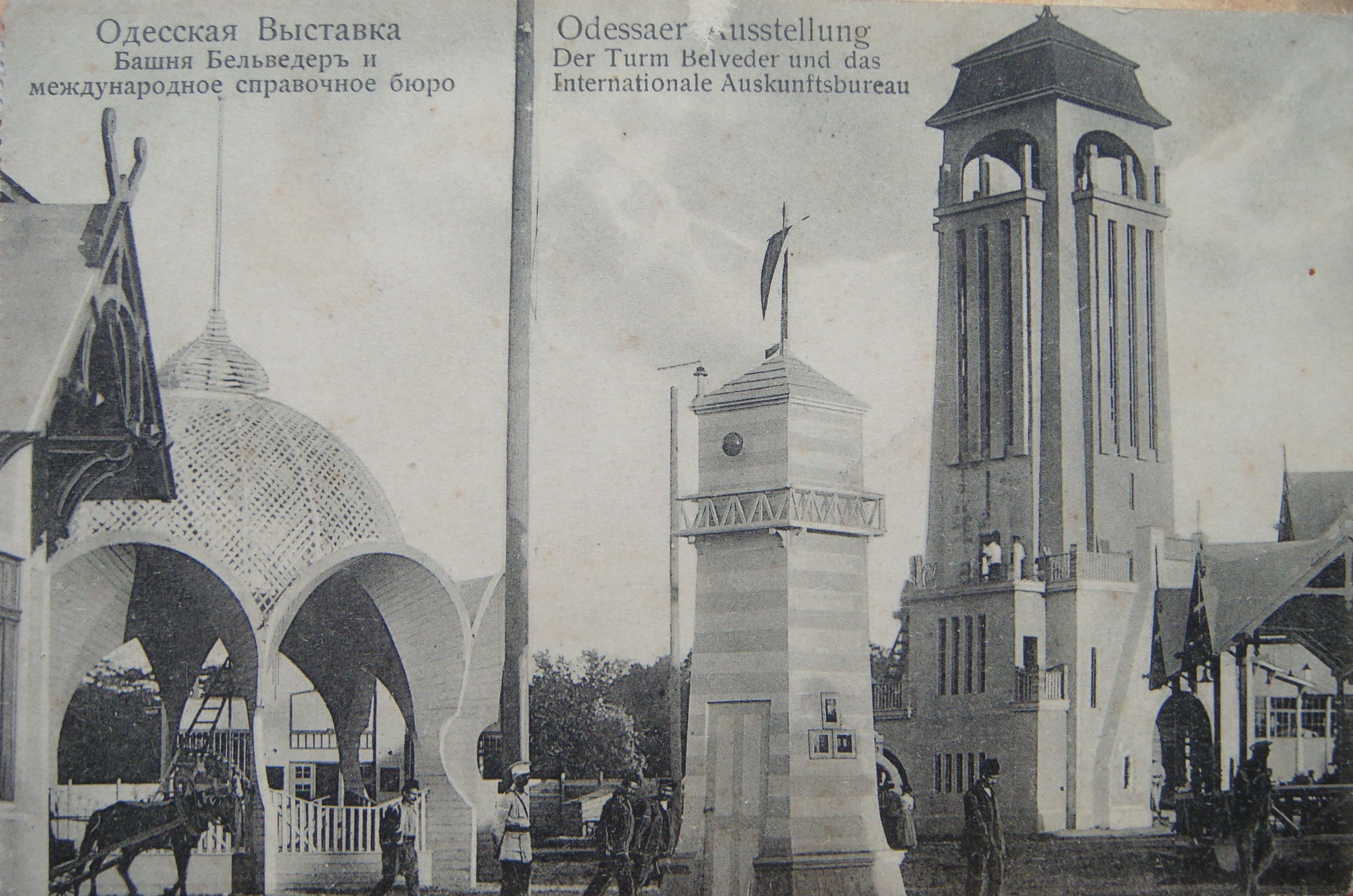
Почтовая открытка с изображением «Башни бельведер»
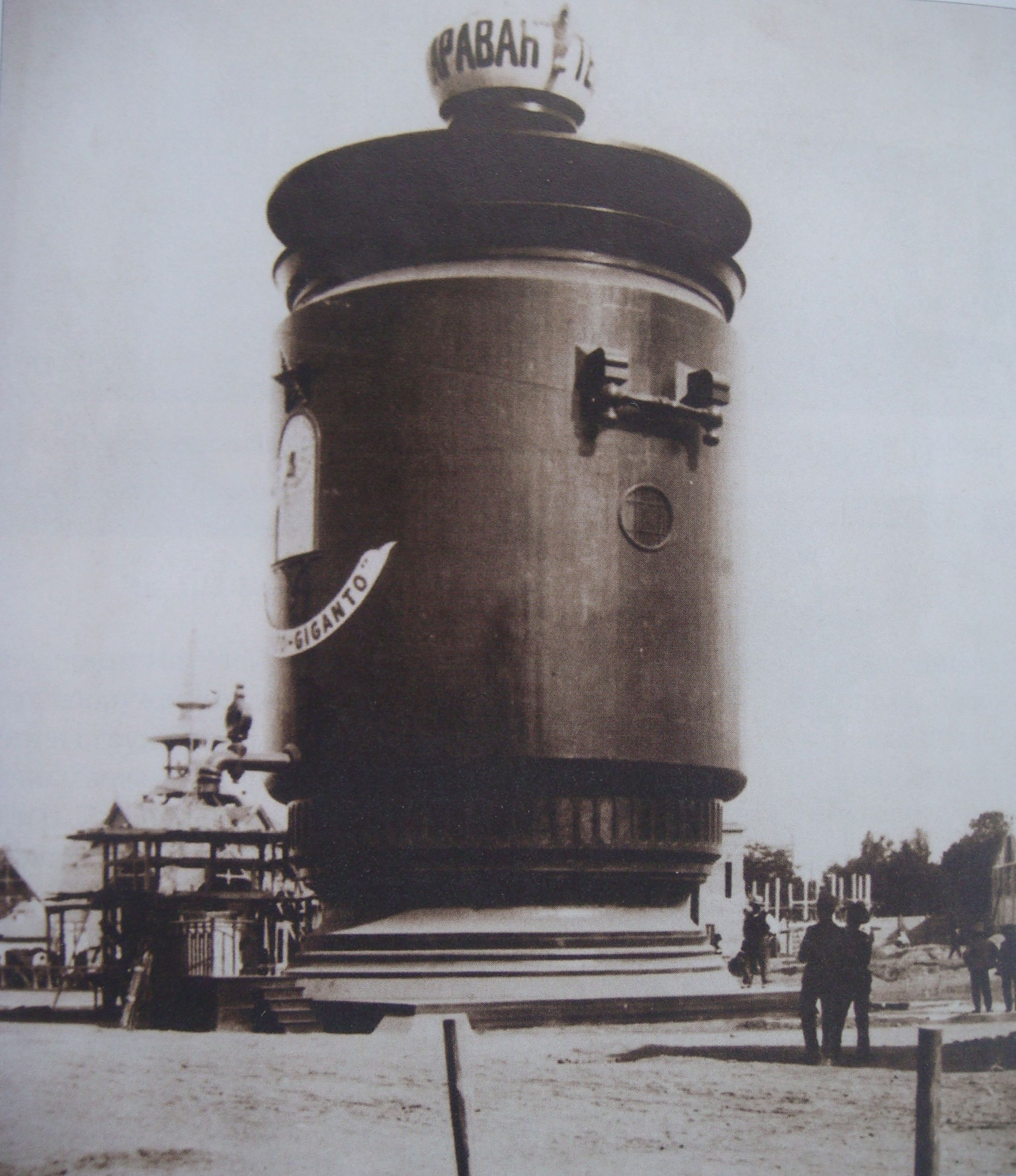
Самовар-гигант. Павильон Товарищества Караван
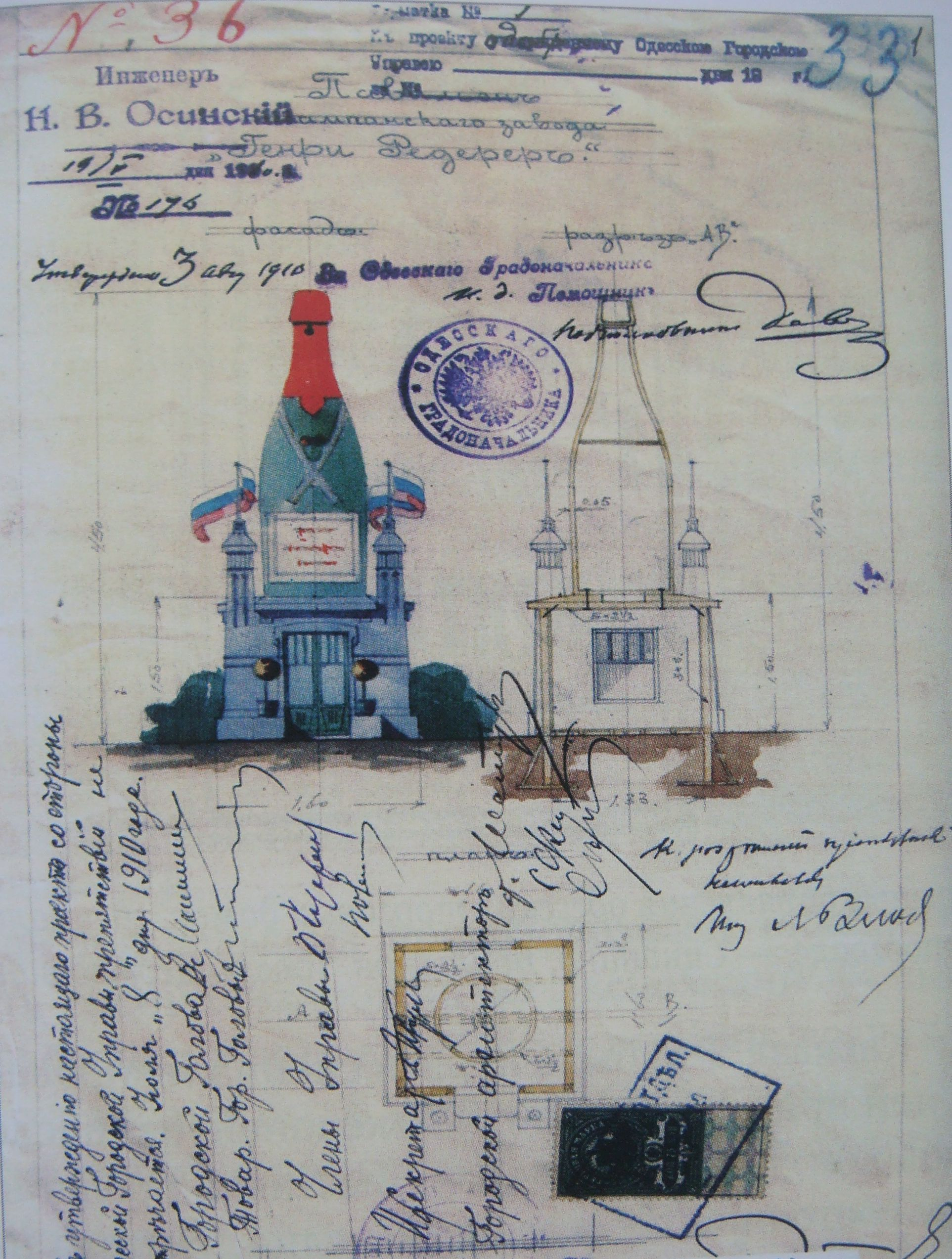
Проект павильона фирмы Генри Редерер
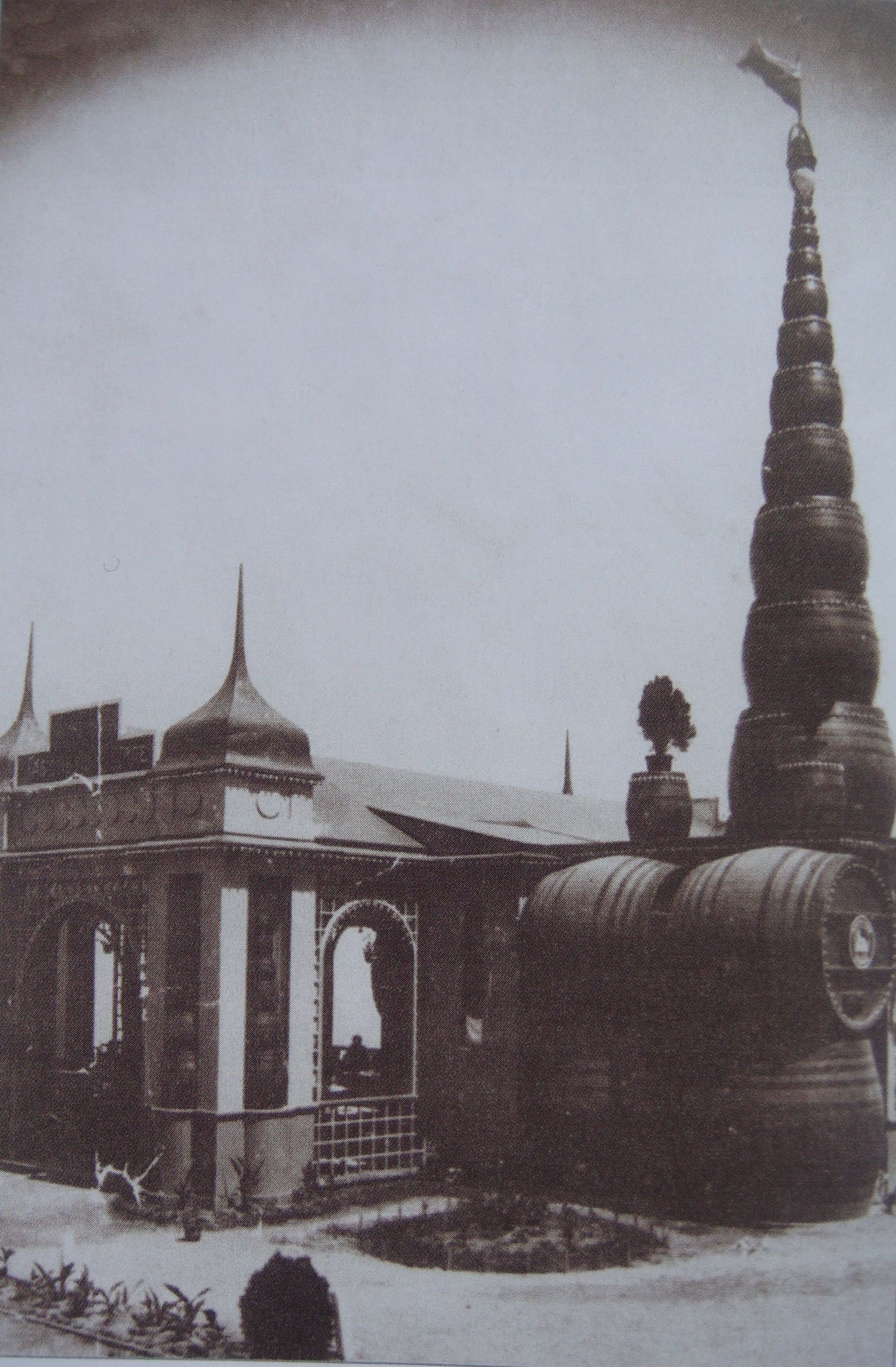
Павильон пивоваренного завода Габербуш и Шилле
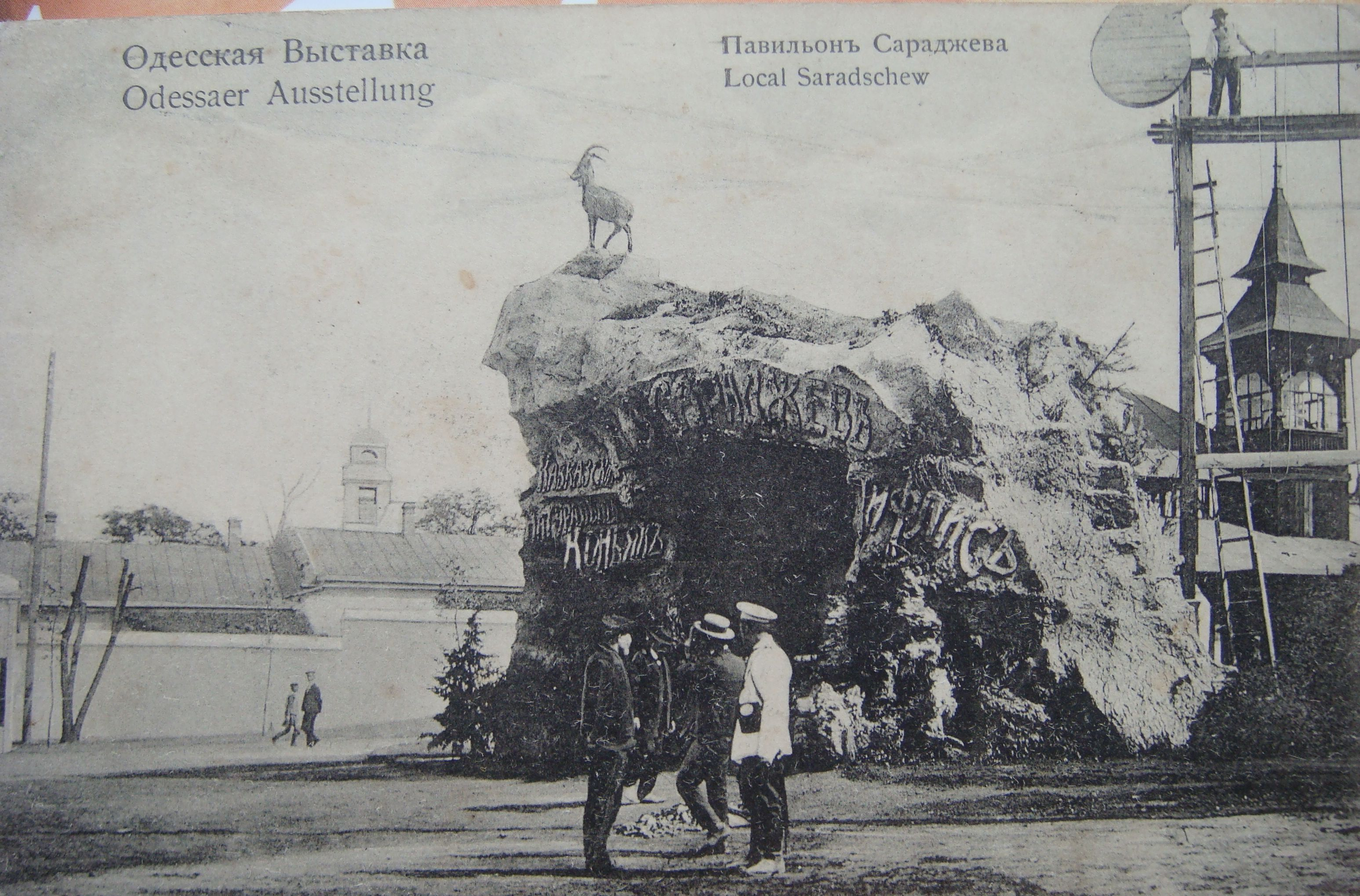
Почтовая открытка. Павильон Сараджиева

#### Развлекательная программа и сувенирная продукция

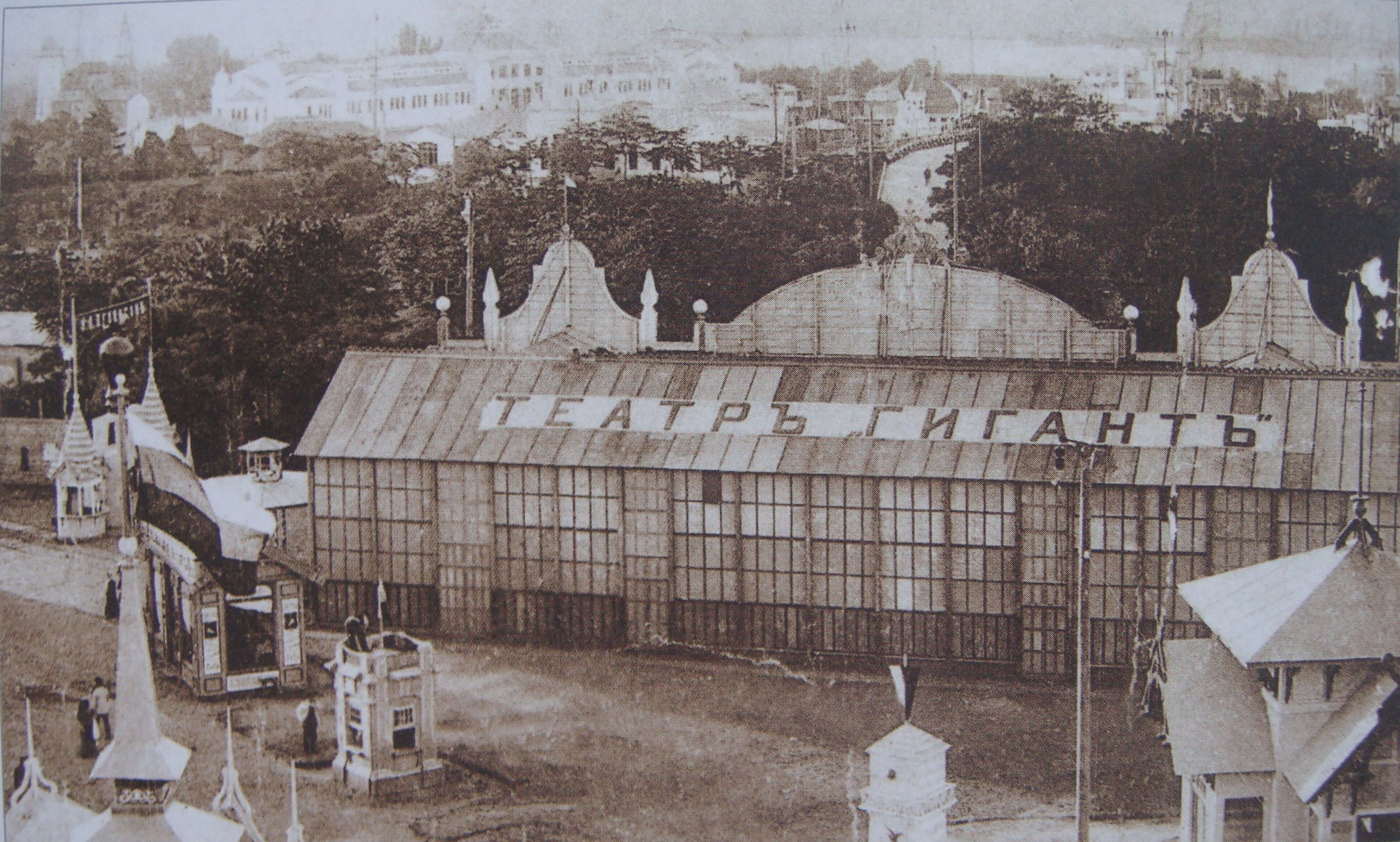
Театр-иллюзион «Гигант»

На выставке функционировали кинематограф, «театр-иллюзион» «Гигант» на 600 зрителей, фонтаны с цветной подсветкой, большая водяная карусель. Проводились театрализованные шествия и карнавалы: «Ночь на Монмартре», «Сорочинская ярмарка», «Цветочное корсо»; конкурсы, детские праздники. из знаменитого имения Фальц-Фейна в Аскании-Нова были привезены животные и устроен зверинец. По случаю 250-тысячного и полумиллионного посетителя устраивались пышные торжества. Играл духовой оркестр под управлением А. Р. Погорельского. В начале августа состоялся бенефис дирижёра В. С. Тереньева, который дирижировал оркестром и хором общим числом в 250 человек. Композитор Л. И. Чернецкий посвятил Одесской выставке марш для фортепьяно.

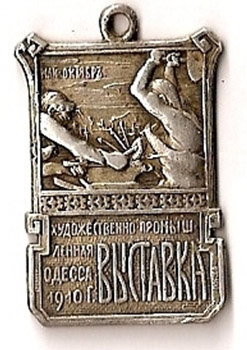
Серебряный сувенирный жетон

Не все виды развлечений разрешались. Вот что написала газета «Одесские новости» в июле 1910 г:

Распорядительным комитетом выставки получено отношение г. градоначальника генерал-майора И. Н. Толмачёва с запросом по поводу напечатанного в «Одесских новостях» сообщения об исполнении на территории выставки неприличного содержания пошлых кафешантанных итальянских песен и дуэтов, еврейских куплетов и рассказов. В том случае, если всё упомянутое в указанном сообщении соответствует действительности, градоначальник предлагает немедленно же прекратить этого рода представления, предваряя, что в противном случае им будет воспрещён доступ на выставку по вечерам детей и учащихся.
Было выпущено несколько наборов почтовых открыток, с изображением выставочных построек (открытки были выпущены одесскими издательствами, Всемирным Почтовым Союзом России, акционерным обществом Гранберга в Стокгольме, варшавским издательством Граф. Зав. Б. Вержбиций и К° — всего было выпущено более сотни открыток). Художник В. Дунаевский выпустил альбом шаржей. Одесский гравёр Л. Пахман выпустил несколько серий памятных жетонов (из серебра и различных сплавов). Перед открытием выставки были напечатаны рекламные плакаты.

#### Организация питания

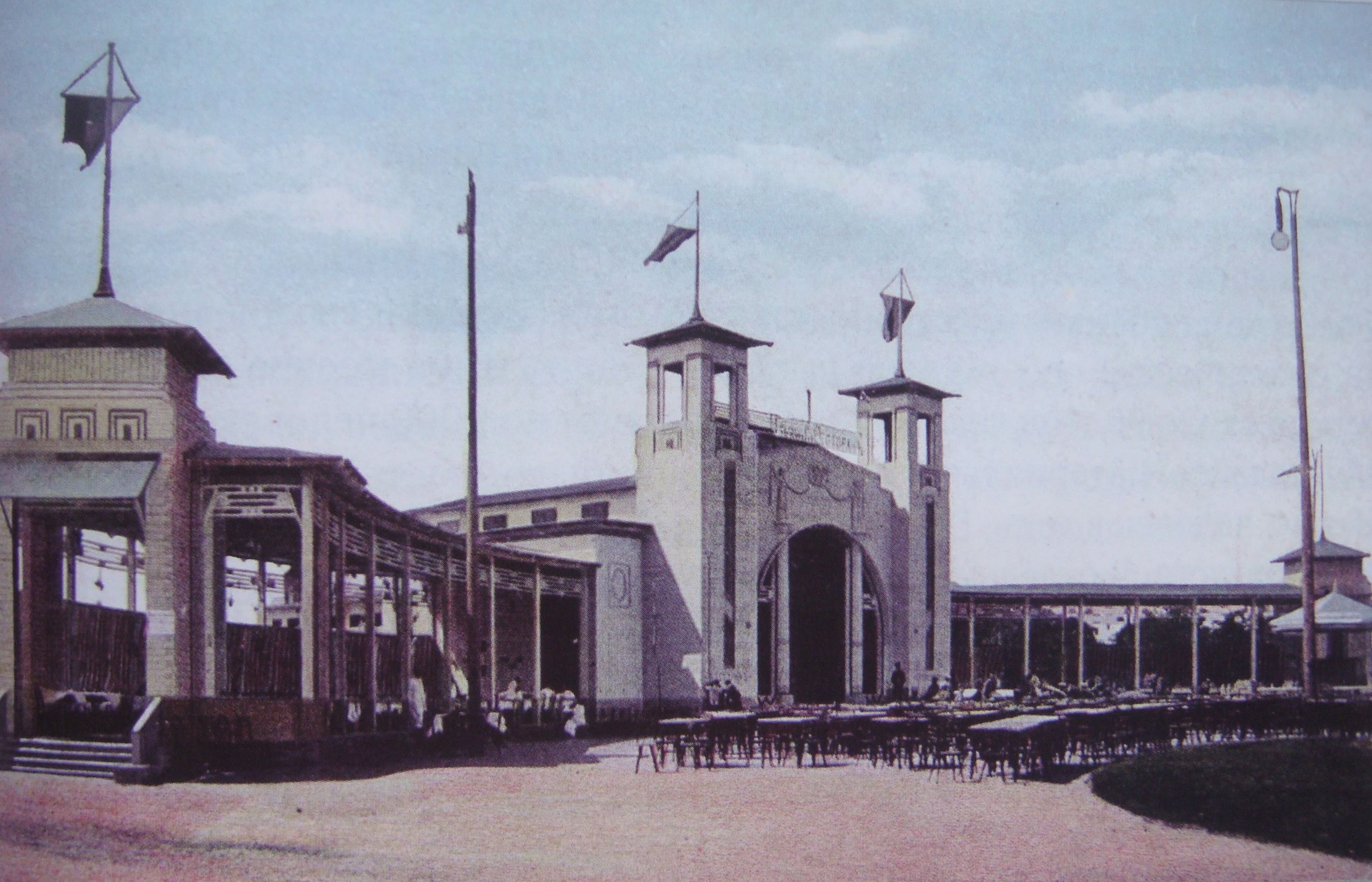
Здание главного ресторана выставки. Почтовая открытка

Кроме уже упомянутого ресторана на верхней площадке самовара-гиганта, на территории выставки расположились и другие рестораны и кафе, а экспоненты, выставлявшие продукты питания и напитки регулярно устраивали дегустации своей продукции. Владельцы некоторых ресторанов решили составить конкуренцию главному ресторану выставки — стационарному ресторану Александровского парка, и расположили филиалы своих заведений на территории выставки, как бы для рекламы своих ресторанов. Над самым морем расположилось огромное «Grand Cafe» Станислава Островского, содержавшего популярное кафе в центре Варшавы.
Другой ресторан, «Квисисана», был расположен на главной аллее, являлся филиалом одноименного одесского ресторана, располагавшегося на улице Преображенской напротив Собора. Выставочное заведение было четырёхэтажным. В ресторане можно было пообедать как на открытых площадках, так и в залах. Выставочный филиал постигла печальная участь: 

Вчера утром на главной выставочной территории сгорел дотла один из самых больших ресторанов на выставке «Квисисана», принадлежащий Ю. Бертэ. Лишь благодаря счастливой случайности, пожарным частям удалось отстоять от огня соседние павильоны и этим спасти всю выставку, которой угрожала опасность.— Одесские новости. 4 июля 1910 г.

### Экспозиция одесского аэроклуба и демонстрационные полёты

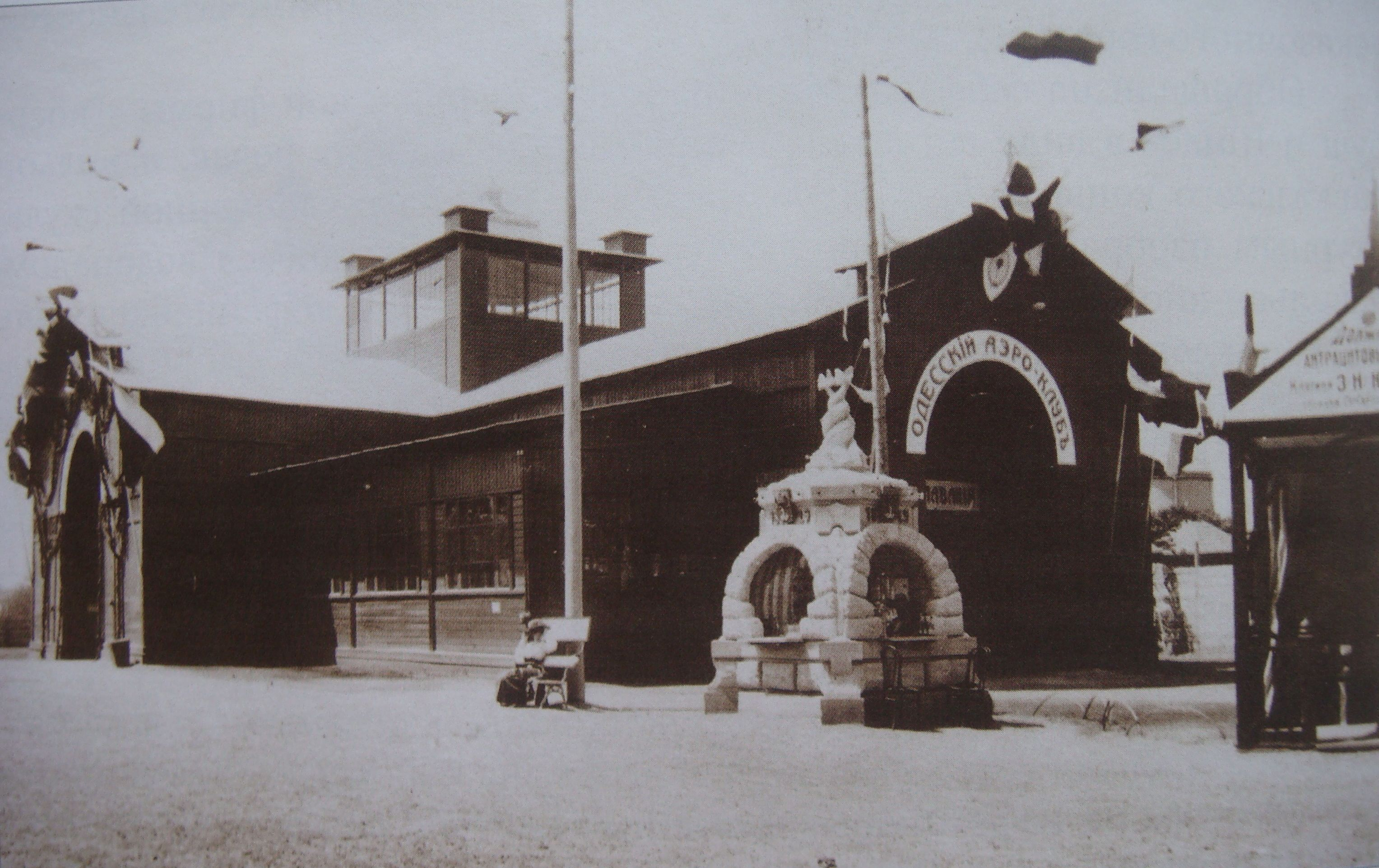
Павильон Одесского аэроклуба

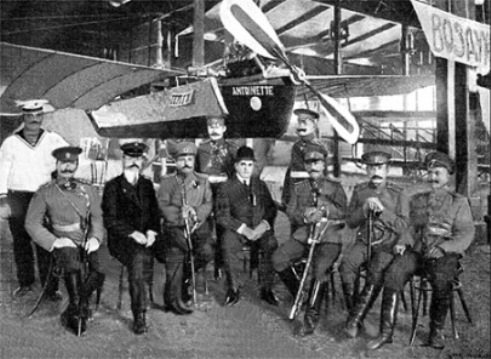
Представители Одесской авиашколы в павильоне воздухоплавания Одесской выставки. Сидит четвёртый слева — президент одесского аэроклуба А. Анатра.

Огромным интересом пользовался павильон Одесского аэроклуба. По свидетельству В. П. Катаева, павильон представлял собой «громадную палатку — шатёр из плотного авиационного шелка». Более точные воспоминания привёл Юрий Олеша:

… Больше всего привлекал моё внимание павильон авиации. Привлекал внимание! Околдовывал меня! Лишал дара речи! Не отпускал меня! Что такое павильон? Это колоссальная постройка, относительно лёгкая, поскольку она — многоэтажная пустота, поскольку это один зал…
Я вошел в огромный сарай — поистине огромный, в котором свободно носились ласточки… Огромный, наполненный золотистым летним полумраком сарай, где сперва глазам моим пришлось осваиваться с темнотой и где они вдруг мгновенно и резко увидели несколько необычного вида предметов с колёсами и с крыльями. Это были так называемые аэропланы, привезенные из Европы на выставку в Одессу, в этот сарай, или павильон, стоявший на отшибе территории выставки, у заднего ее выхода, на пустыре, среди нескошенной травы бурьяна и жёлтой куриной слепоты. Они стояли так, что когда я вошел, то каждый из них был обращен ко мне головой, лбом-мотором, пересечённым пропеллером…— Ю. К. Олеша. «Ни дня без строчки», Часть вторая. Одесса.
Экспонировались аэропланы «Антуанетт», «Блерио», «Фарман», а также модели местной постройки; воздушный шар «Россия», модели летательных аппаратов.
Современникам запомнился один из первых полётов в Одесском небе, осуществлённый Сергеем Уточкиным во время проведения выставки. 3 июля 1910 г., при огромном стечении народа (плата за входной билет на выставку в тот день была поднята до 1 рубля 10 копеек), Уточкин на самолёте «Фарман», разогнавшись по центральной аллее Александровского парка, взмыл в небо, сделал несколько кругов над Одесским заливом, который был заполнен специально вышедшими в море яхтами, лодками, катерами и баркасами одесситов, желавшими наблюдать за полётом, и сел на противоположной стороне залива в селе Дофиновка. Полёт Уточкина сопровождался небывалыми мерами безопасности. Вот как описывала приготовления к полёту газета «Одесские новости»:

Господин градоначальник разрешил С. И. Уточкину совершить 3 полёта на аэроплане с территории выставки над морем до берега Дофиновки и обратно 3, 7 и 10 июля. Командующий войсками Одесского военного округа, со своей стороны, согласился предоставить на время полётов необходимый наряд войск для охраны выставочной территории, зданий, насаждений, экспонатов и т. п. В море будут курсировать катера и яхты. Узнав о таком обилии назначенных для судов, Сергей Уточкин шутливо заметил: «При таком положении я уже гарантирован, что не упаду в море, а упаду на катер или яхту».
 От дальнейших полётов, запланированных на 7 и 10 июля 1910 года авиатор отказался по причине неудовлетворительного финансового результата — все полёты были коммерческими, Уточкин нёс затраты и намеревался не только компенсировать их, но и получить прибыль; первый полёт однако ожидаемой прибыли авиатору не принёс. После совершения первого полёта Одесские новости отметили: «Вчерашний редкий по смелости полёт С. И. Уточкина с территории выставки через бухту на противоположный берег Дофиновки, в смысле развития авиации, имеет не меньше значения, нежели перелёт Блерио через Ламанш».

### Пуск первой в городе линии электрического трамвая

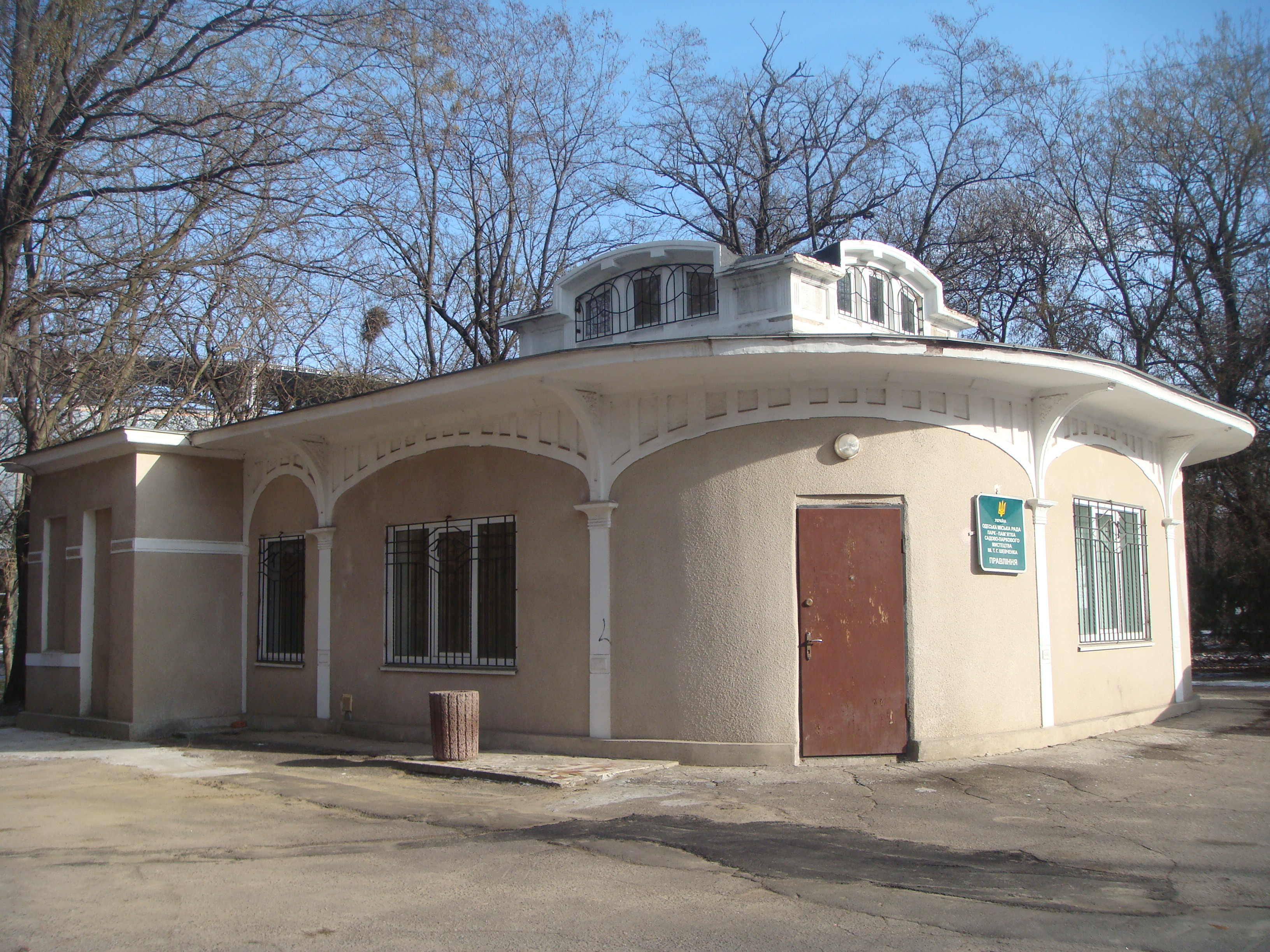
Станция первой линии электрического трамвая. Александровский парк. Главная аллея. Январь 2012

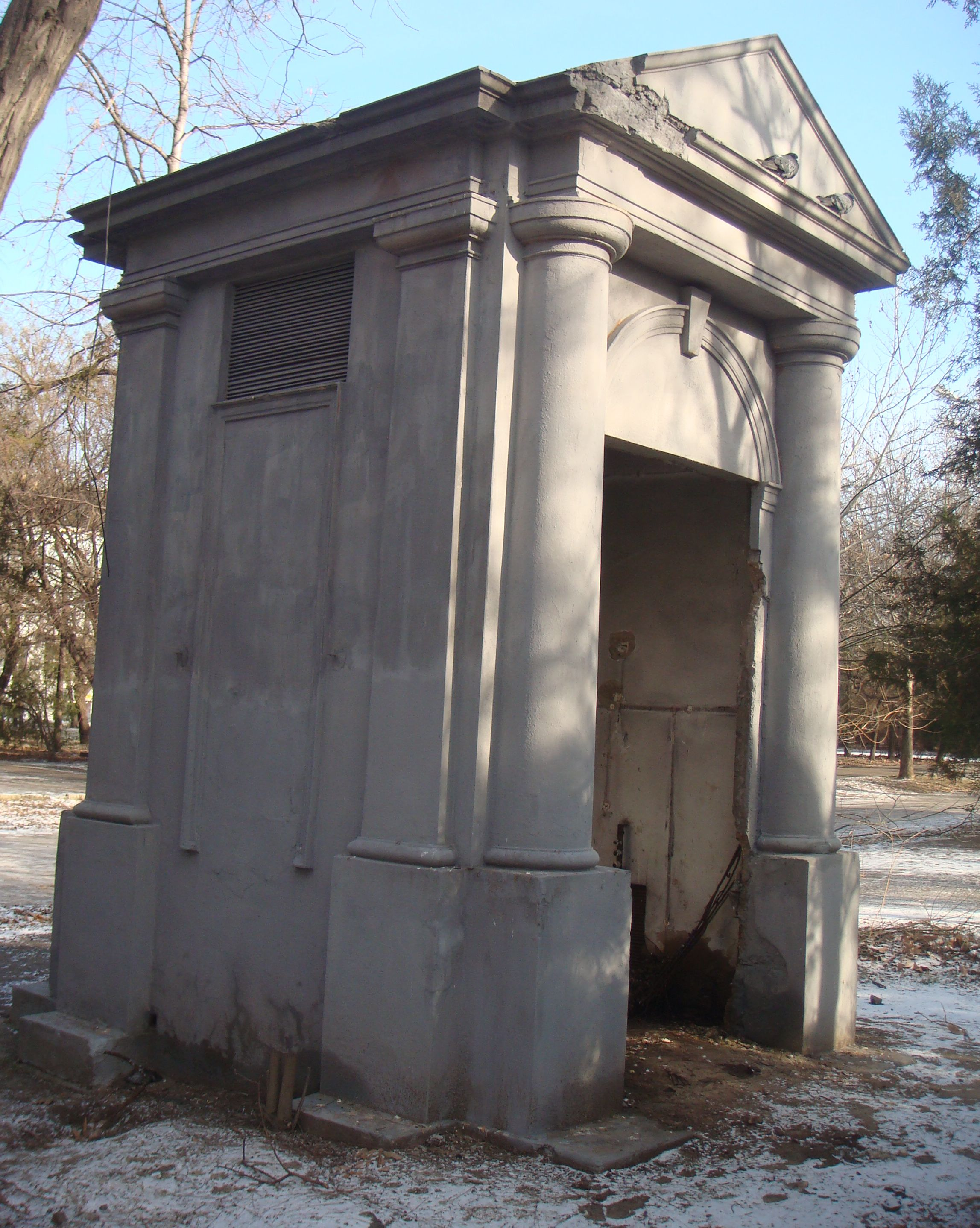
Трансформаторная будка, обслуживающая трамвайную линию. Январь 2012

Судя по тому, что на большом количестве печатной продукции, посвящённой выставке, изображены трамвайные пути и вагоны электрического трамвая, пуск первой в Одессе линии электрического трамвая был приурочен к выставке, объявлен заранее и широко обсуждался общественностью. Однако фактический запуск линии трамвая произошёл только в сентябре.
Бельгийское трамвайное общество — «Бельгийское Общество Одесских конно-железных дорог» — взялось запустить первую линию электрического трамвая (линия № 32) даже не имея ещё официального разрешения от властей на проведение этих работ. Производство работ затягивалось, одесситы с нетерпением ждали открытия линии:

Как сообщают, через 10—12 дней откроется движение по выставочной линии. В настоящее время главная остановка за металлическими столбами, требуется установить 200 столбов, до сих пор установлено 40, остальные можно устанавливать по 20 в день. Вагоны находятся уже в пути, и за эти 8 дней, когда будут установлены столбы, прибудут в Одессу. Штат вагоновожатых будет переведен с люстдорфской линии.— Одесские новости. 5 июля 1910 г.
В начале сентября 1910 года были произведены технические испытания, закончившиеся успешно:

Пробная поездка специальной технической комиссии по всей выставочной линии, от Ланжерона мимо выставки по Сабанскому переулку на Канатную и оттуда по Греческой ул. до Греческого базара и обратно состоялась 4-го сентября. К началу движения электрического вагона по городу собралось очень много народу.— Одесские новости. 5 сентября 1910 г.
И 11 сентября 1910 года первая линия электрического трамвая в Одессе была запущена. Вот как вспоминал этот момент одесский мальчишка Юрий Олеша: 

Я помню себя стоящим в толпе на Греческой улице в Одессе и ожидающим, как и вся толпа, появление перед нами вагона трамвая… Трамвай показался на Строгановском мосту, жёлто-красный, со стеклянным тамбуром впереди, шедший довольно скоро, но далеко не так, как мы себе представляли. Под наши крики он прошёл нас с тамбуром, наполненном людьми, среди которых был какой-то высокопоставленный священник, кропивший перед собою водой, там же градоначальник Толмачёв в очках и с рыжеватыми усами. За управлением стоял господин в кепке, и все произносили его имя: Легоде. Он был директор бельгийской компании, соорудившей первую трамвайную линию в Одессе— Юрий Олеша. Ни дня без строчки
После начала эксплуатации линии Одесской городской думой были заявлены условия её работы: трамваи начинали работать на линии в 7 часов утра, а заканчивали работу в 1 час ночи. Интервал между трамваями — 5 минут.

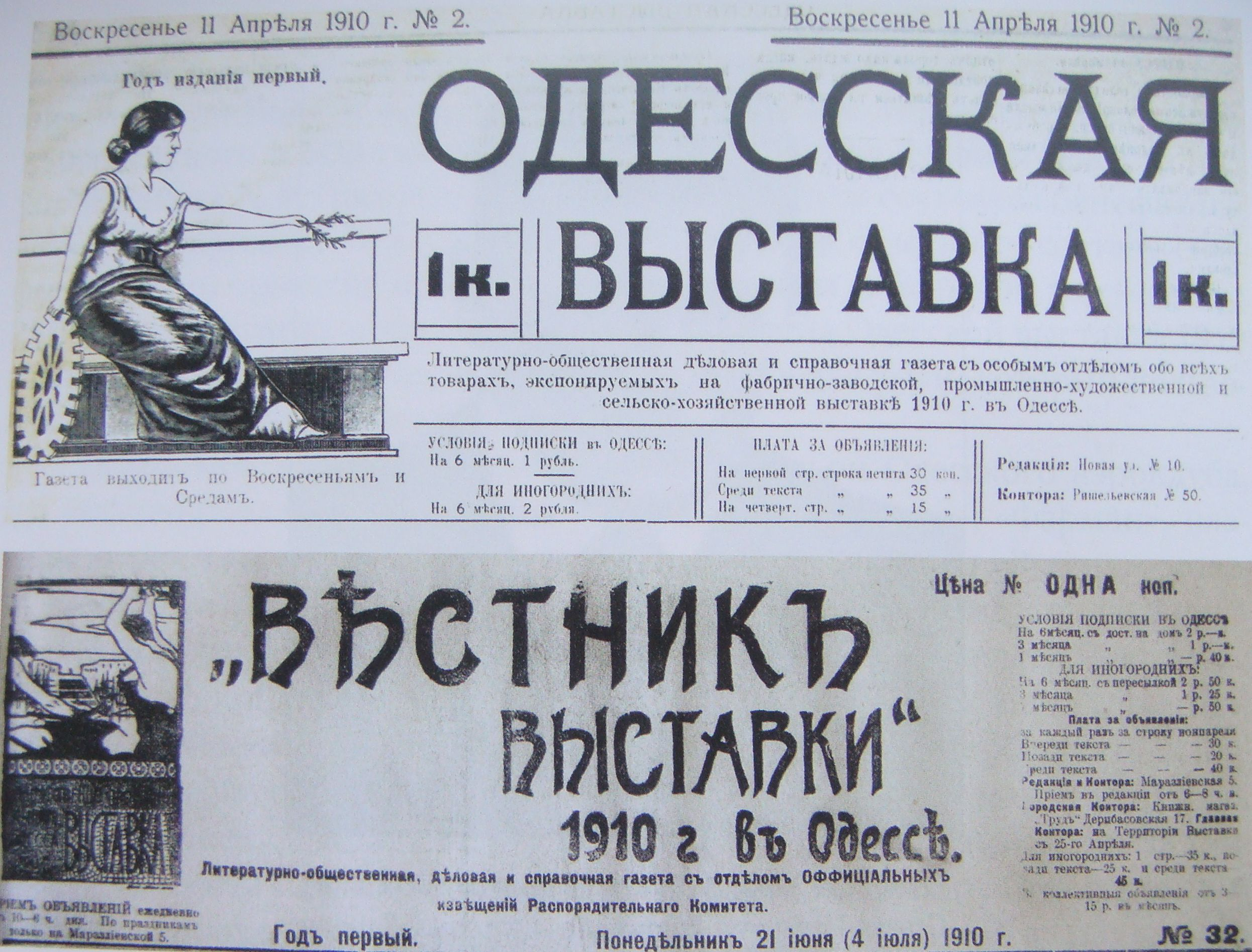
Газеты, издаваемые выставкой

### Пресса о выставке
Ход выставки подробно освещался не только всеми одесскими, но и столичными и российскими газетами (к примеру, столичные журналы «Всемирная новь» и «Нива» разместили статьи и фоторепортажи об открытии выставки). Во время работы выставки издавались сразу две конкурирующие друг с другом газеты: официальный «Вестник выставки 1910 года в Одессе», под редакцией Л. Г. Жданова, который должен был выходить ежедневно тиражом не менее 10 000 экземпляров (выпущен был 71 номер) и «Одесская выставка» (было издано 46 номеров). Художник В. Дунаевский выпустил альбом шаржей. Вот некоторые сообщения газеты «Одесские новости» о выставке: 

Из Царства Польского прибыло в Одессу много безработных, рассчитывающих найти работу на выставке; одних официантов прибыло около 7000 и большинству, конечно, пришлось вернуться обратно на родину.— Одесские новости. Май 1910 г.

Организованным на выставке контролем вчера уже было установлено появление в городе поддельных билетов для входа на выставку. Несколько лиц, явившихся на выставку по таким билетам были задержаны. Приняты меры по выявлению источника фабрикации и распространения таких билетов— Одесские новости. 30 мая 1910 г.

Выставку посетил вчера Ф. И. Шаляпин, который в сопровождении друзей подробно ознакомился со всеми отделами выставки. Особенно произвёл на знаменитого гостя сильное впечатление открывающийся вид на море. «Одним этим видом, — сказал Шаляпин, — одесская выставка значительно выигрывает в сравнении с брюссельской, которую я недавно посетил». Сам Шаляпин пробыл на выставке до 11 час. ночи.— Одесские новости. 3 июня 1910 г.

Третьего дня начал функционировать устроенный на выставке, у главного моста, «ТОПОГАН» (подвижной тротуар), автоматически перемещающий желающих за небольшую плату (2—3 коп.) с выставочной территории на верхнюю площадку моста и обратно.— Одесские новости. 3 августа 1910 г.

### Завершение сезона 1910 года

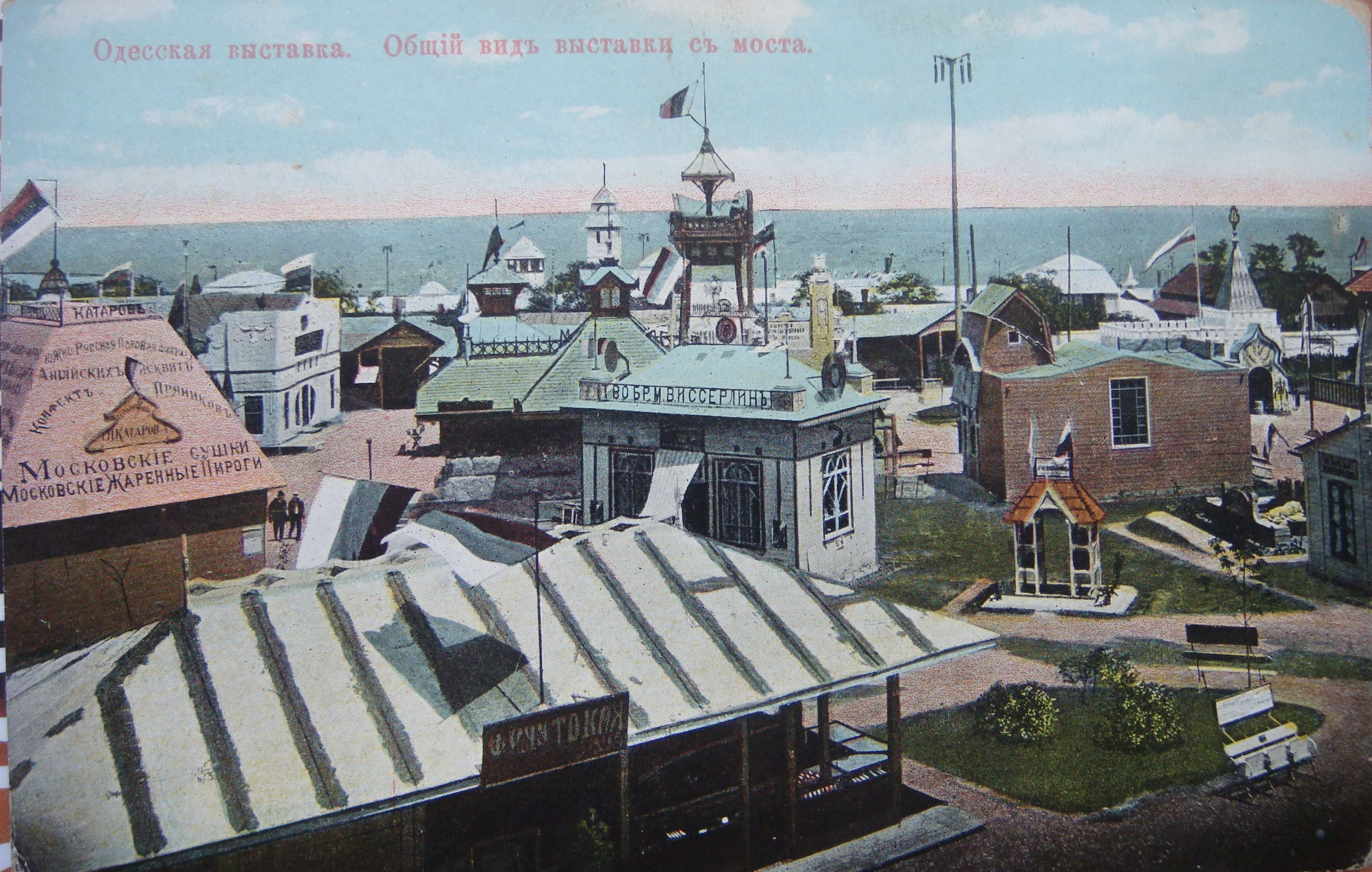
Почтовая открытка. Одесская выставка. Общий вид

В октябре 1910 года устроители выставки выступили с предложением сохранить павильоны и возобновить выставку летом 1911 года. Даже начала обсуждаться идея о создании на базе выставки «начиная с весны будущего года постоянной художественно-промышленной выставки». Одесское отделение РТО провело анкетирование среди экспонентов, которое подтвердило желание возобновить выставку в 1911 году. Общее собрание РТО от 7 октября 1910 года постановило возобновить выставку в будущем году. Председатель Общества М. М. Дитерихс направил официальное Отношение в Городскую управу, поступившее в неё 12 октября 1910 года и зарегистрированное за № 239.
Начинавшийся в со слов благодарности Управе, всячески содействовавшей Распорядительному комитету и выделившей безвозмездно под нужды выставки часть городской земли, что позволило Обществу организовать и провести блестящую выставку, далее, однако, тон прошения менялся на минорный и Дитерхс сообщал, что устроители выставки понесли существенные финансовые убытки из-за погодных и эпидемиологических условий, сообщал что Распорядительный комитет, опираясь на данные проведённого анкетирования, принял решение возобновить выставку с следующем году с привлечением новых экспонентов и просил дозволения Управы оставить в пользовании Распорядительного комитета отведённые под устройство выставки земли ещё на один год, ввиду того, что главная цель выставки оказалась «не осуществлённой в той полноте, которая является желательной в интересах Одессы и южно-русской промышленности и торговли». Городская дума пошла устроителям навстречу и продлила выделение территории до 1 января 1912 года.

## Экспозиция 1911 года

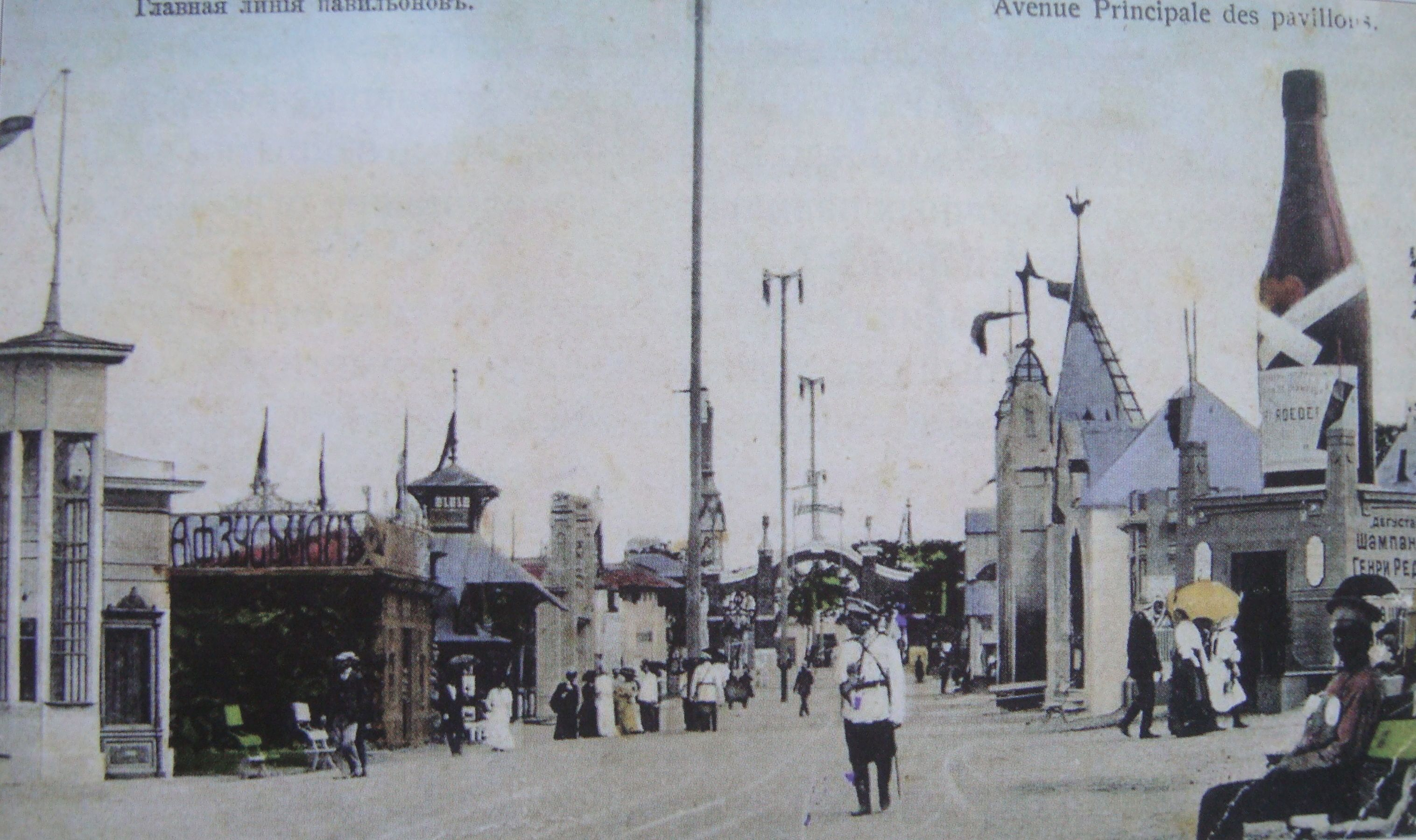
Почтовая открытка. Одесская выставка. Центральная аллея

Разрешение от министерства торговли и промышленности, по ходатайству Распорядительного комитета, на проведение выставки в 1911 г. было получено 14 октября 1910 года. В Распорядительный комитет обращались предприниматели из российских городов, Болгарии, Австрии с заявками на посещение выставки.
Торжественное открытие выставки состоялось 14 мая 1911 года. Церемония напоминала торжественное открытие 1910 г. — после молебствия, в присутствии Градоначальника, выставка была объявлена открытой. На открытии присутствовала также специальная делегация из Болгарии. Комитет выставки дал завтрак в честь болгарских гостей, начавшийся, как и полагалось в подобных случаях, с «тостов за Государя Императора и Царя Фердинанда, покрытых гимнами и единодушным ура». Описывающий эту церемонию журналист «Торгово-промышленной газеты» не преминул упомянуть, что «выставка имеет не вполне законченный вид».
Выставка работала вплоть до 1 октября 1911 года. Надежды устроителей на коммерческий успех не оправдались и в этом сезоне. Как отмечала «Торгово-промышленная газета» 1 октября 1911 года: «В 1911 году, как и в прошлом, выставка закончилась крупным дефицитом…».

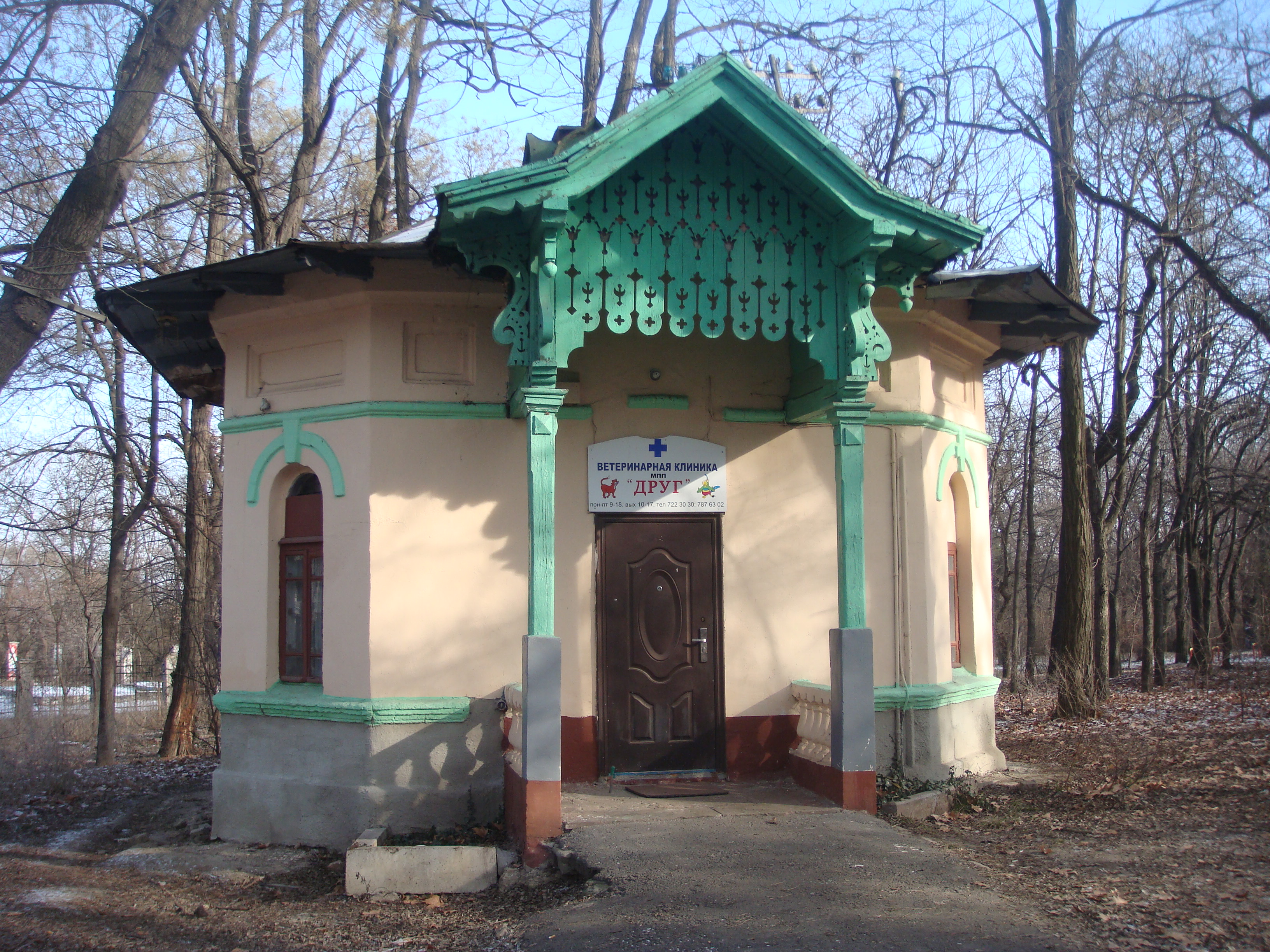
Один из павильонов выставки, сохранившийся на центральной аллее парка. Январь 2012

## Дальнейшая судьба экспонатов
После окончания выставки 1911 года все павильоны были демонтированы и возвращены владельцам. Некоторые павильоны использовались и в дальнейшем. Так, выставочный театр-иллюзион «Гигант» был вновь собран на Молдаванке и использовался как кинотеатр. Воздухоплавательный павильон был разобран и использован в строительстве ангаров Одесской авиашколы и «Завода аэропланов Артура Анатры». Трамвайная остановка на территории Александровского парка сохранилась и использовалась как контора управления парком им. Т. Г. Шевченко. Сохранилась также трансформаторная будка, обслуживавшая трамвайную линию. В парке осталось несколько брошенных хозяевами павильонов, которые также были приспособлены под различные нужды.

## Галерея

Серия почтовых открыток, посвящённая выставке, художника Георгия Пашкова. Издательство «Т-во Р. Голике и А. Вильборг»
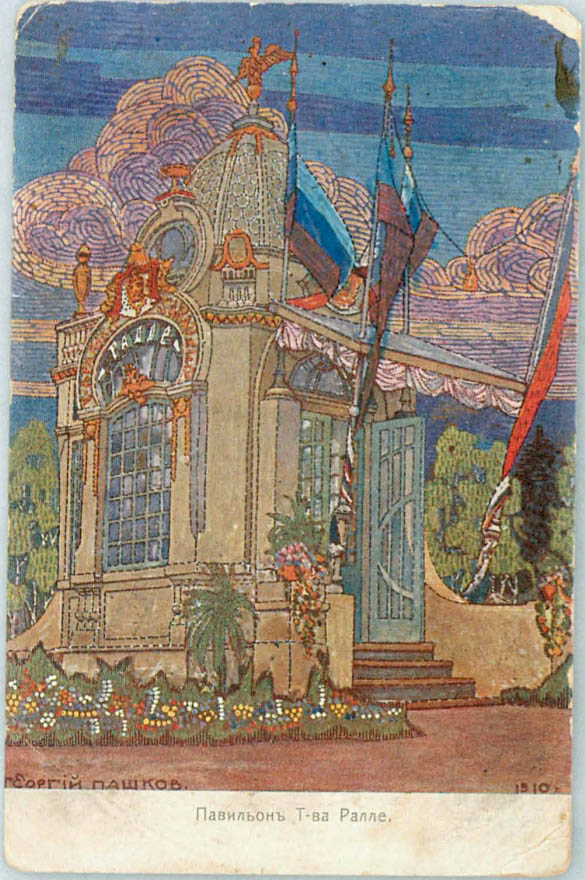
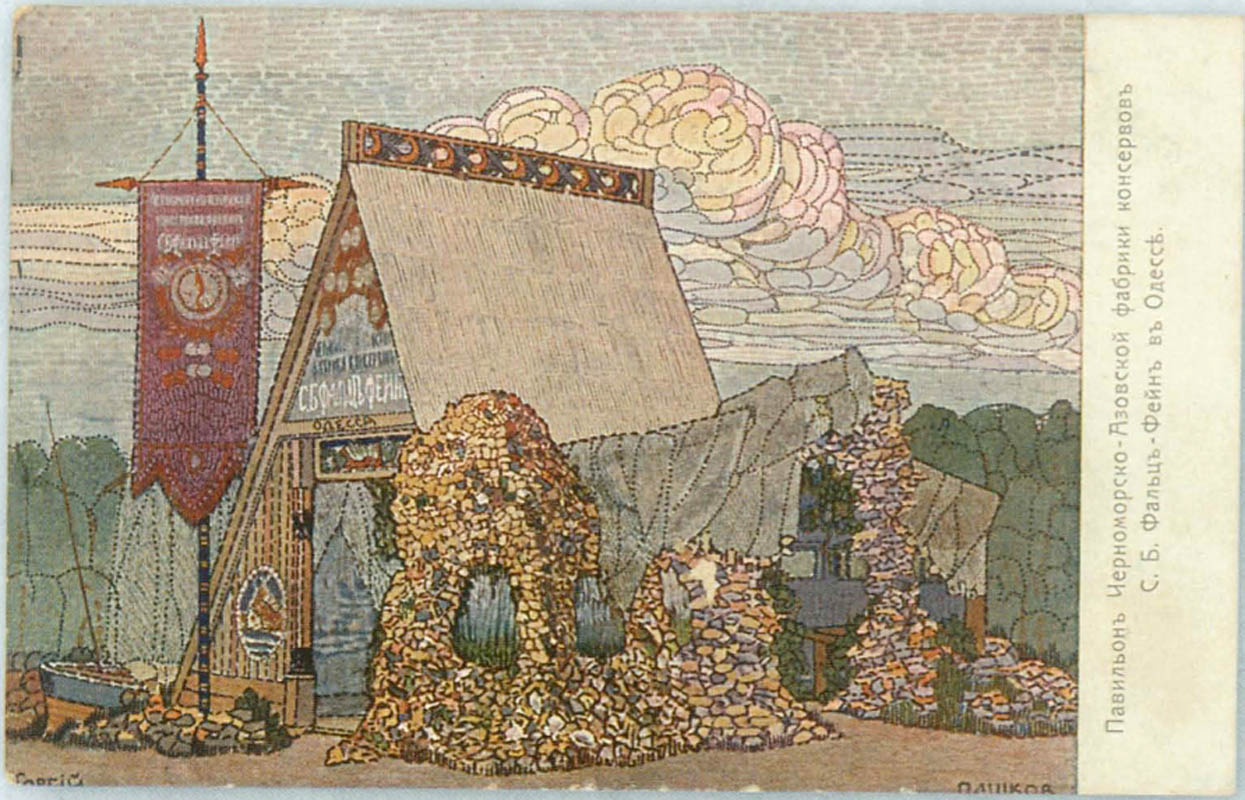
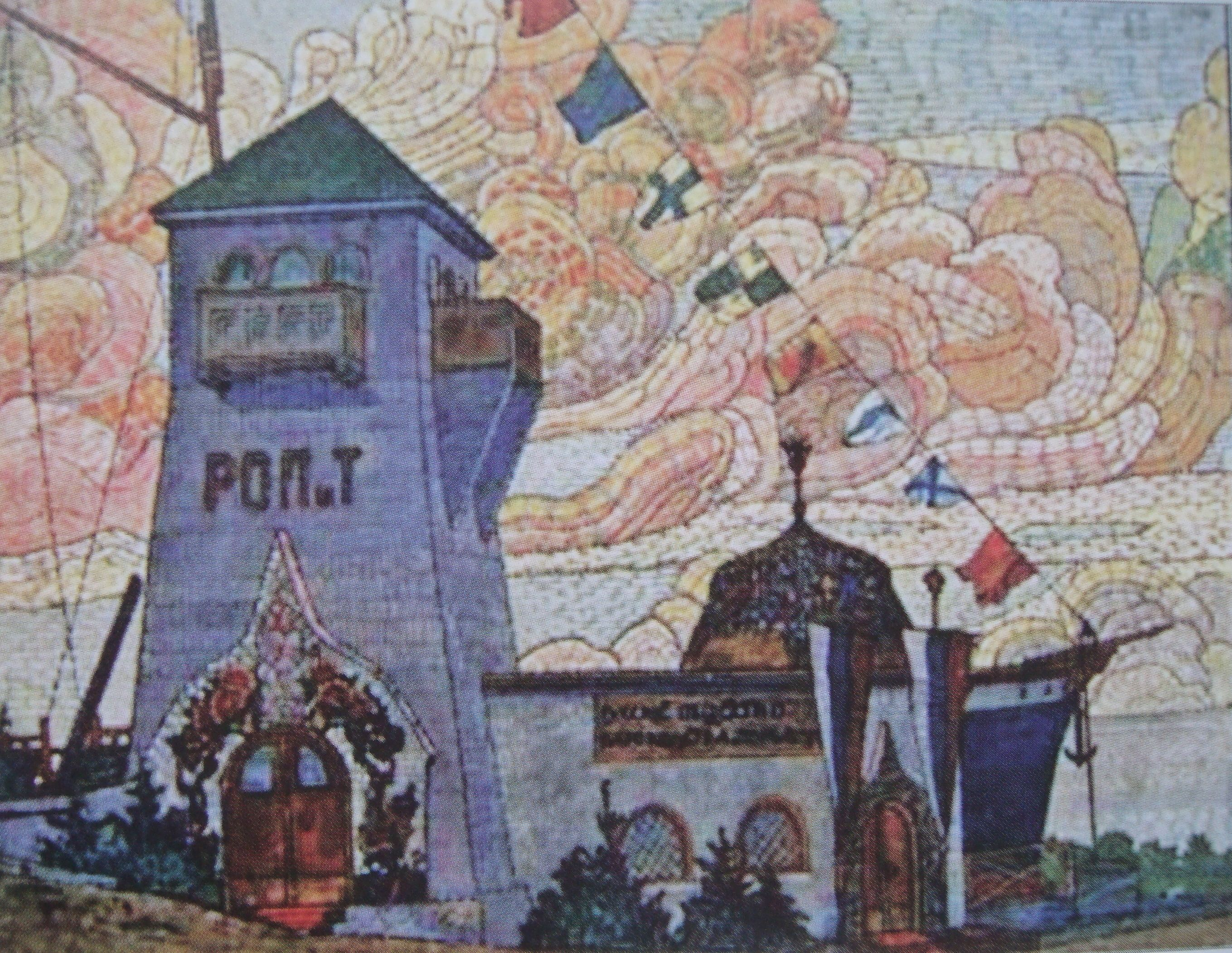
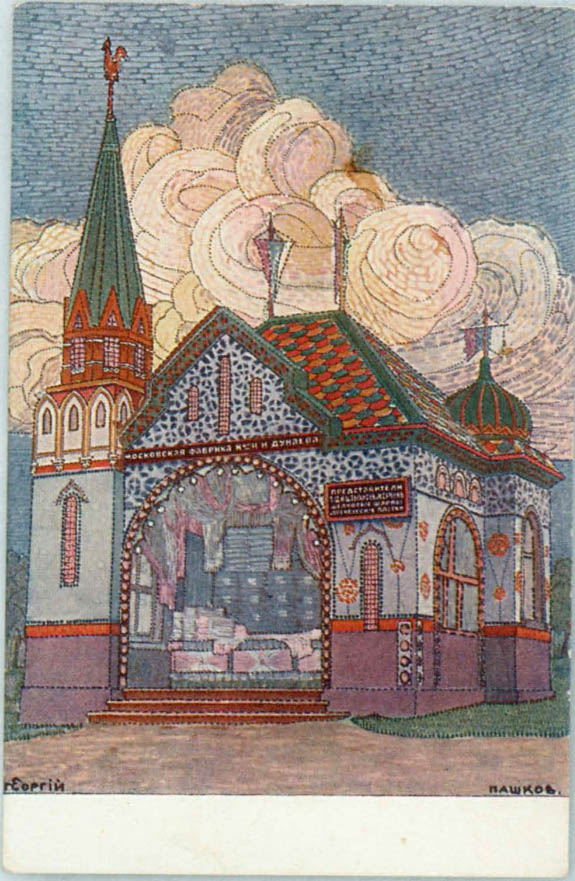

## Результаты выставки
Выставка 1910—1911 годов не имела коммерческого успеха, её организаторы потерпели убытки. Этому способствовали как субъективные, так и объективные причины. К первым можно отнести то, что на первом этапе работы выставки многие павильоны стояли пустыми. Механический топоган начал работу только 1 августа. Электрический трамвай, призванный облегчить посетителям проезд до выставки, был запущен только 11 сентября, то есть менее чем за месяц до окончания работы выставки. К объективным причинам нужно отнести эпидемии чумы и холеры, которые помешали участию иногородних и зарубежных экспонентов и зрителей — так, хотя заявлялось, что выставка будет ориентирована на ближневосточную торговлю, из этого региона никто не прибыл (о серьёзности положения говорит хотя бы тот факт, что количество проживающих в одесских гостиницах летом 1910 году упало на половину, по сравнению с предыдущим годом). Дождливое лето также уменьшило количество посетителей.
Кроме того, в 1910 году одновременно с Одесской выставкой, проходила «Южно-русская областная сельскохозяйственная, промышленная и кустарная выставка» в Екатеринославе, оттянувшая на себя часть экспонентов и посетителей из соседних губерний. Это также была крупная выставка, в ней приняло участие около 1000 экспонентов.
Однако, несмотря на все внешние негативные обстоятельства и просчёты организаторов, проведение выставки 1910—1911 годов благотворно сказалось на одесской торговле и промышленности. Было заключено много сделок. В результате выставки в Одессе открылись представительства зарубежных фирм-экспонентов. Выставке Одесса обязана появлением электрического трамвая. Она сыграла свою роль в распространении передовых технологий, в оживлении торговли, в строительстве в регионе новых промышленных предприятий. Во время выставки проведено 6 «научных, технических и торгово-промышленных съездов» (их планировалось провести 14, но из-за отказа приехать в Одессу из-за эпидемии многих иногородних и зарубежных участников, их число пришлось сократить). Во время выставки были проведены съезды: Мукомолов Черноморского и Азовско-Кавказского районов; Южно-русский съезд виноградарей и виноделов; Первый Всероссийский съезд деятелей и специалистов по благоустройству городов; Первый Южно-русский торгово-промышленный съезд; Второй областной съезд деятелей по холодильному делу. Под председательством президента Одесского аэроклуба А. А. Анатры прошёл подготовленный Одесским аэроклубом Первый Южный съезд деятелей по воздухоплаванию, который торжественно был открыт 17 октября. В его работе приняли участие 15 клубов и обществ воздухоплавания. Помимо всего прочего, съезд принял решение о регулярном проведении всероссийских воздухоплавательных съездов и выбрал подготовительный комитет для проведения Первого Воздухоплавательного всероссийского съезда.
После падения производства и хаоса 1905—1907 годов, Одесса вновь заявила о себе как об одном из ведущих городов Российской империи. К 1913 году Одесса производила промышленных товаров на 50 млн рублей, что более чем в два раза превышало уровень производства 1907 года. По темпам экономического роста в этот период времени Одесса вышла на третье место в стране.